# Jardin Georges Delaselle
Le jardin Georges Delaselle, anciennement dénommé jardin colonial de l'île de Batz, est un jardin d'acclimatation situé sur l'île de Batz à proximité de Roscoff dans le pays de Léon, département du Finistère en région Bretagne. Orienté sous le vent à l'extrémité Sud-Est de l'île de Batz, le jardin Georges Delaselle possède un microclimat très particulier, il présente aujourd'hui une collection botanique d'environ 1 700 espèces subtropicales importées des cinq continents sur un site ou subsistent quelques vestiges archéologiques.
Ce jardin est le fruit d'une anthropisation menée par un seul homme, Georges Albert Delaselle qui a consacré une bonne partie de sa vie, de 1896 à 1937, à sa réalisation. Vendu en 1938 il est entretenu jusqu'en 1956, puis il est à l'abandon de 1957 à 1985. De 1986 à 1996, d'abord quelques bénévoles puis les membres de l'association créée pour sa sauvegarde décident de se retrousser les manches pour sauver et réhabiliter le jardin. Les besoins sont importants et c'est le Conservatoire du littoral qui prend la suite en 1997.

## Géographie

### Toponymie

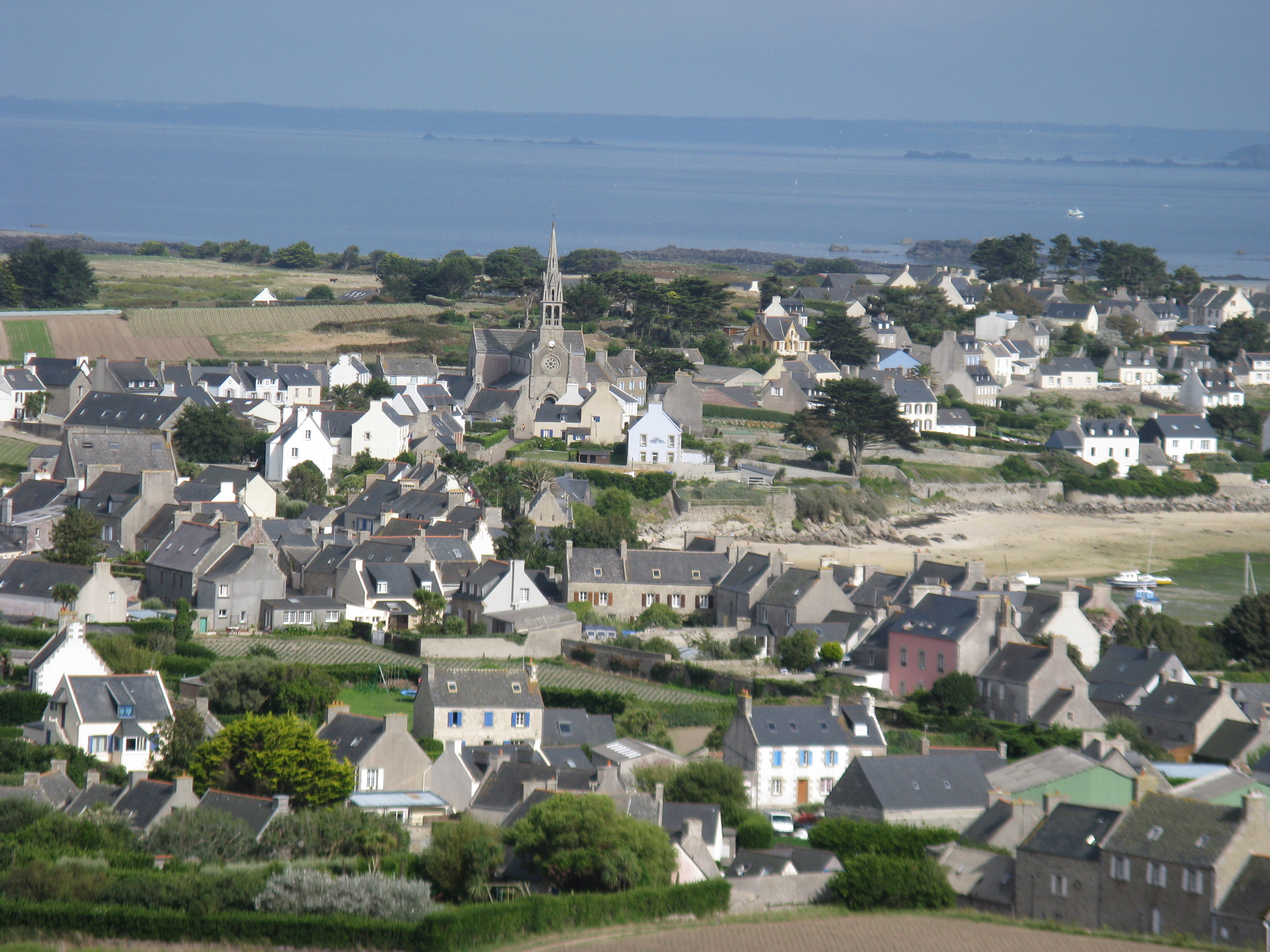
Le jardin est le bouquet d'arbres, en haut à droite sur la photographie, dans cette extrémité de l'île appelée Penn Batz.

Le jardin reste connu, dans la littérature du XXe siècle et dans l'usage, sous le nom que lui avait donné Georges Delaselle de Jardin colonial. Il porte le nom de Jardin Georges Delaselle depuis le 13 janvier 1989 en hommage à cet homme.
Il se situe dans l'écart de Penn Batz, toponyme qui signifie en français Bout de Batz, au lieu-dit Penn ar C'hleger, c'est-à-dire Pointe de la Perrière, le Kleger étant la pointe sud est de l'île fortifiée par Vauban. L'île de Batz a longtemps servie de carrière de granit, en particulier aux architectes du Kreisker du XIIIe siècle au XVe siècle, à ceux de Saint Melaine de Morlaix à la fin XVe siècle. Les « perrières », c'est-à-dire terrains à pierres, étaient, une fois épuisées, utilisées par les goémoniers pour sécher les andains de « goemounn » avant de les brûler dans un four à soude.
Penn ar C'hleger est séparé du lieu-dit Sainte Anne, où se voient les ruines de l'ancienne abbatiale de ce qui fut le monastère Saint-Paul, par un chemin courant à travers la dune dit Poull Zarab, en léonard Mare de la crécelle. Le tarap, en KLT talab, le r étant roulé en léonard, servait à tirer les moines de leur sommeil pour la prière.

### Situation
L'ensemble du domaine, aujourd'hui propriété du Conservatoire du littoral, couvre cinq hectares. Le jardin s'étend sur environ la moitié occidentale de cette surface. L'autre moitié est occupée par le village de vacances Le Jardin colonial et par le sentier littoral.
| Plage de Porz an Illis | Chapelle Sainte Anne        | Dune de Poull Zarap  |
| Anse de Penn Leoc      | du jardin                   | Village de vacances  |
|                        | Pointe fortifiée du Kleguer | Plage de Porz Verc'h |

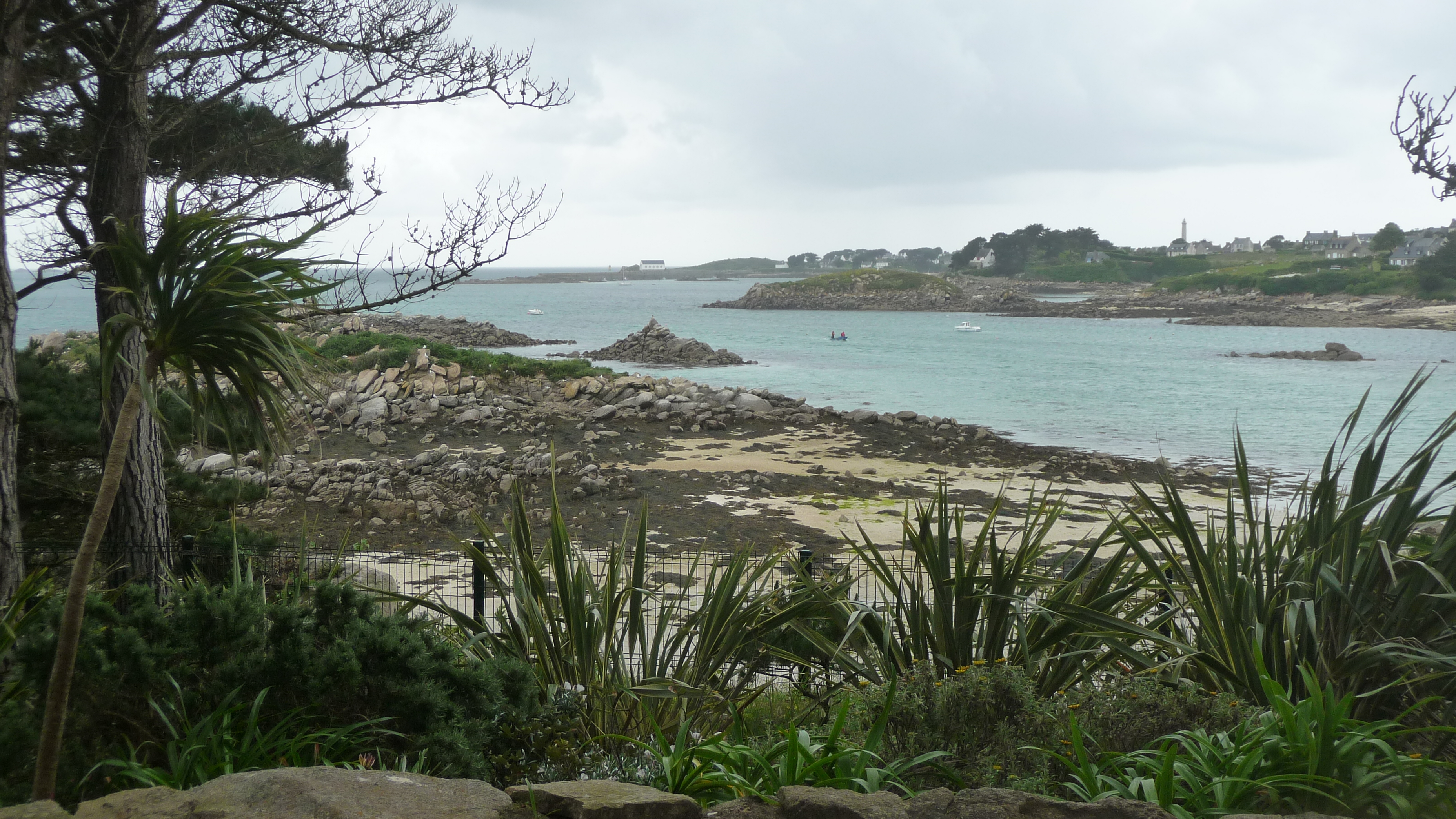
Porz an Illis vu depuis le jardin.
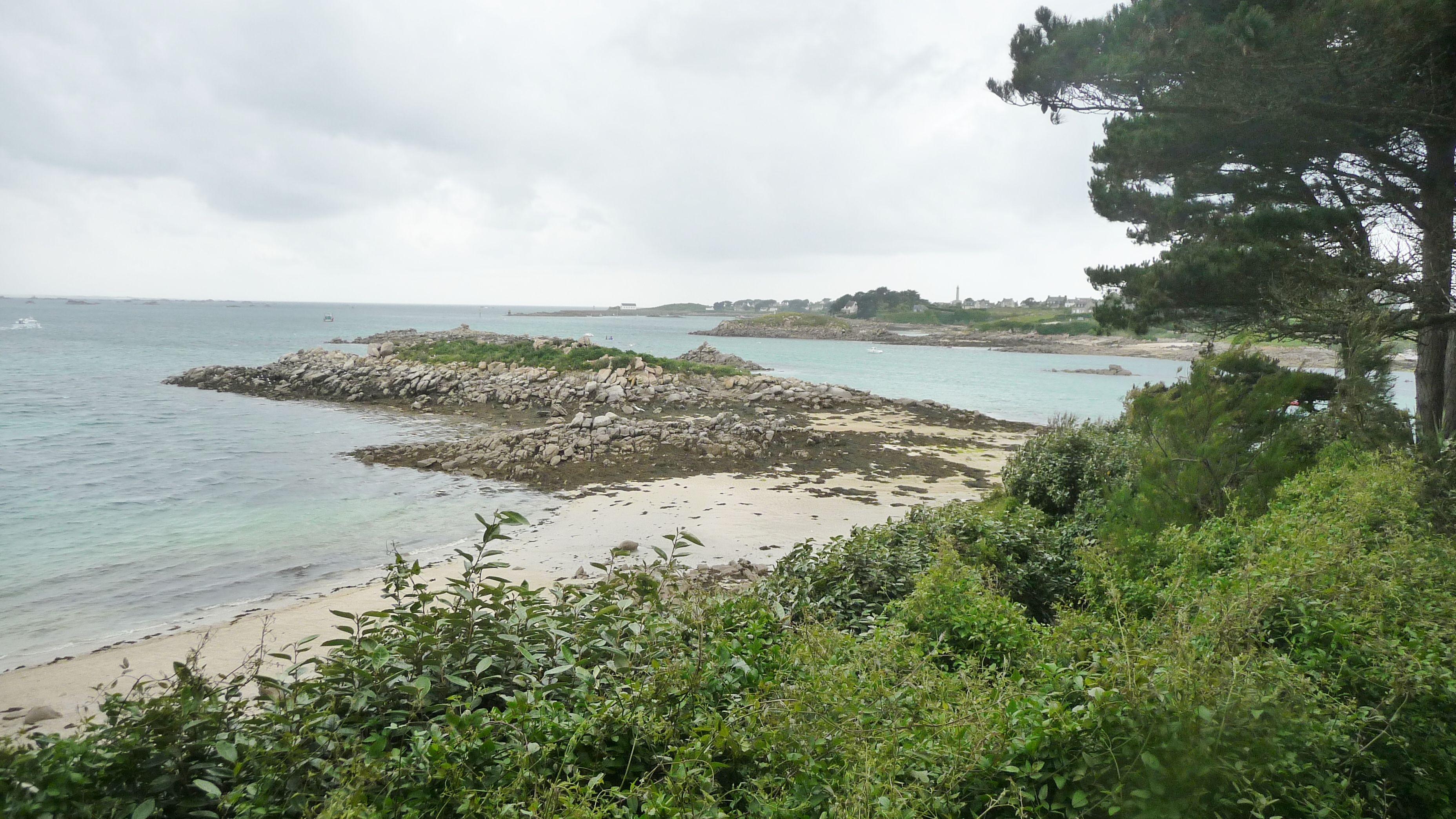
Les rochers de Penn Leoc et l'anse que longe le jardin.
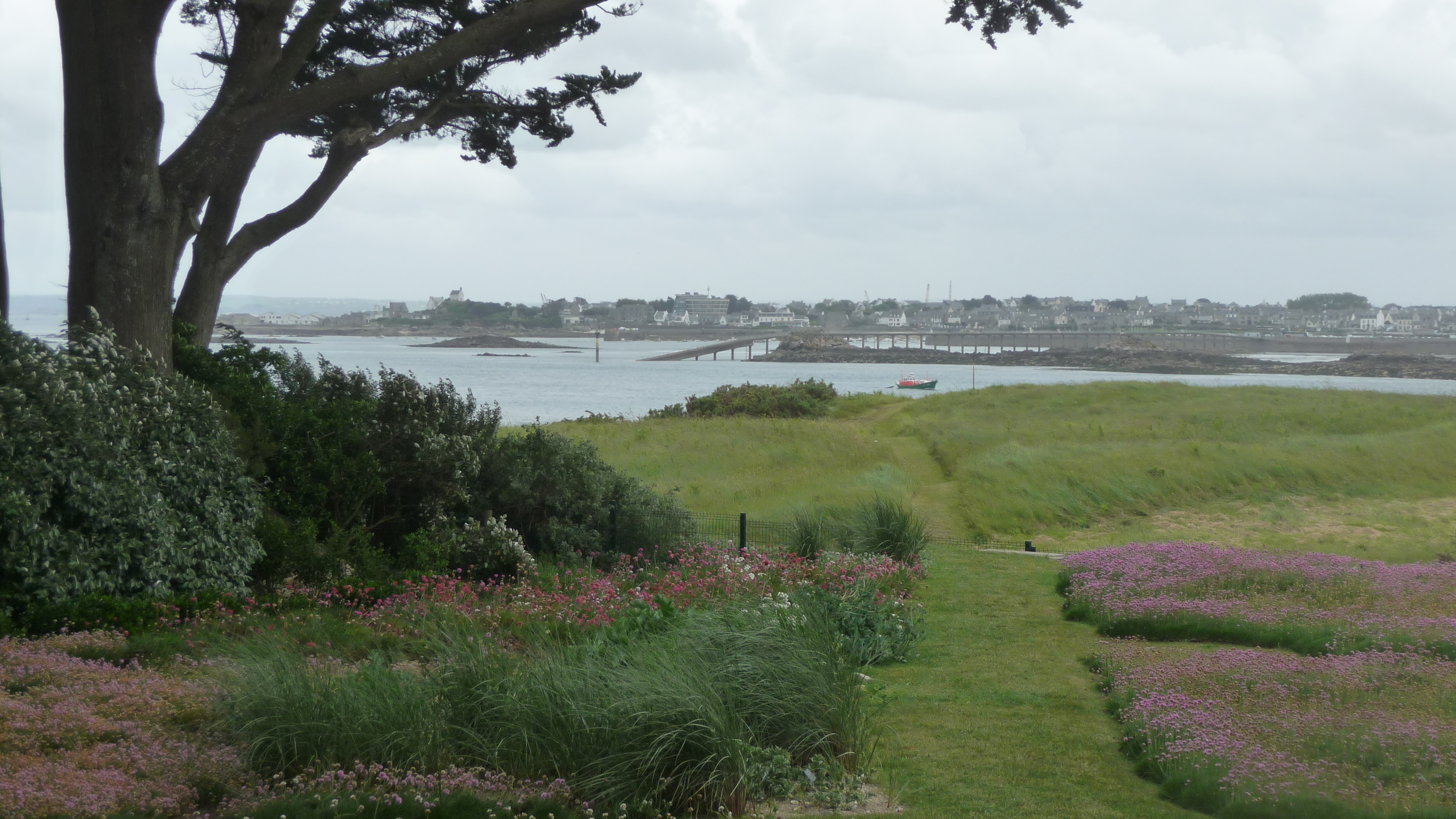
Vue inverse, depuis le jardin.

L'accès se fait plein nord. Du côté occidental, le jardin longe le bord de mer au sud de la plage de Porz an illis, c'est-à-dire Port de l'église. Cent à cent cinquante mètres le séparent du trait côtier méridional et de la pointe du Kleger. Un peu plus de cent cinquante mètres le protègent des embruns venant du large par l'est.

### Géologie

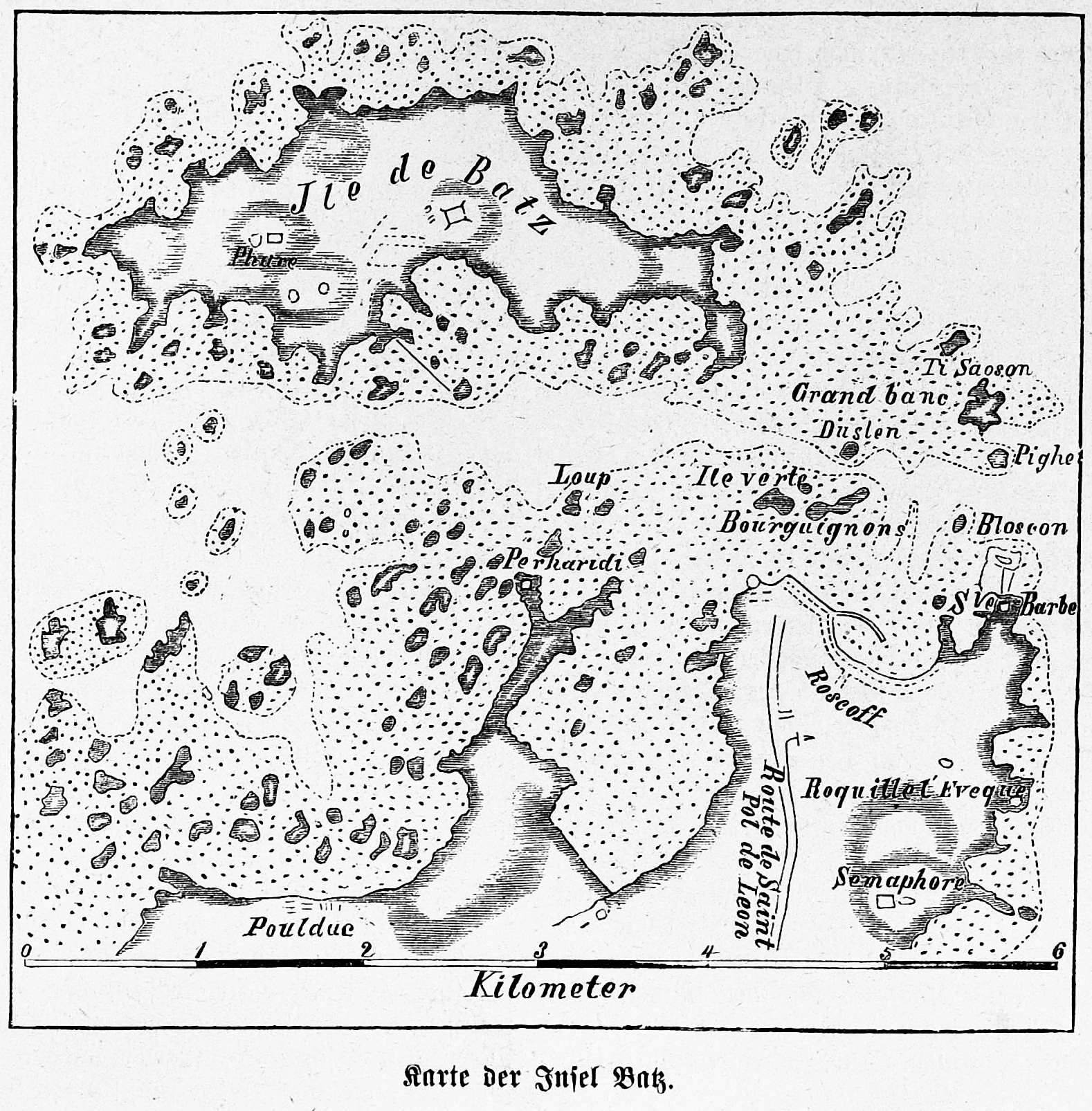
Le jardin occupe la presqu'île du sud est de Batz dont l'isthme, ici représenté vingt ans avant la venue de Georges Deleselle, est ensablé.

Le sol n'a plus rien de naturel tant il a été remué. Il reçoit régulièrement des apports en matière organiques non seulement pour nourrir les plantes mais aussi pour améliorer la rétention des eaux pluviales ou d'arrosage.
Le socle granitique continue d'affleurer. La partie occidentale est sablonneuse et pauvre. La partie orientale est constituée d'argile et de traez, sable coquillier qui, depuis la fin du XVIIIe siècle, était transporté via le port de Penzé jusqu'aux terrains maraichers de la Ceinture dorée pour amender le limon acide. C'est une zone plus fertile.

### Pluviométrie
La pluviométrie annuelle varie autour de 800 millimètres. C'est aussi peu qu'en zone méditerranéenne telle que Nice mais la répartition au long de l'année est beaucoup plus constante. Il n'y a pas d'épisode méditerranéen mais des embruns.

## Histoire

### Un projet de désert bourgeois (1896-1899)
À l'été 1897, Georges Delaselle, asniérois esthète et célibataire âgé de trente six ans qui occupe à la suite de son père un poste de direction aux Assurances Générales, AGF, est invité par son ami Étienne Masson, dont il est inséparable depuis l'âge de dix huit ans, à chercher un pied à terre sur l’île de Batz, que celui-ci a explorée un an plus tôt. Les deux amis logent dans l'unique auberge de l'île, la pension Robinson. Georges Delaselle fait l'acquisition de plusieurs parcelles à l'extrémité orientale de l'île. L'acte notarié est signé le 22 décembre. Le terrain est une lande rase, parcourue de clôtures et d'ajoncs, qui s'étale au pied d'un monticule où culmine un dolmen christianisé.

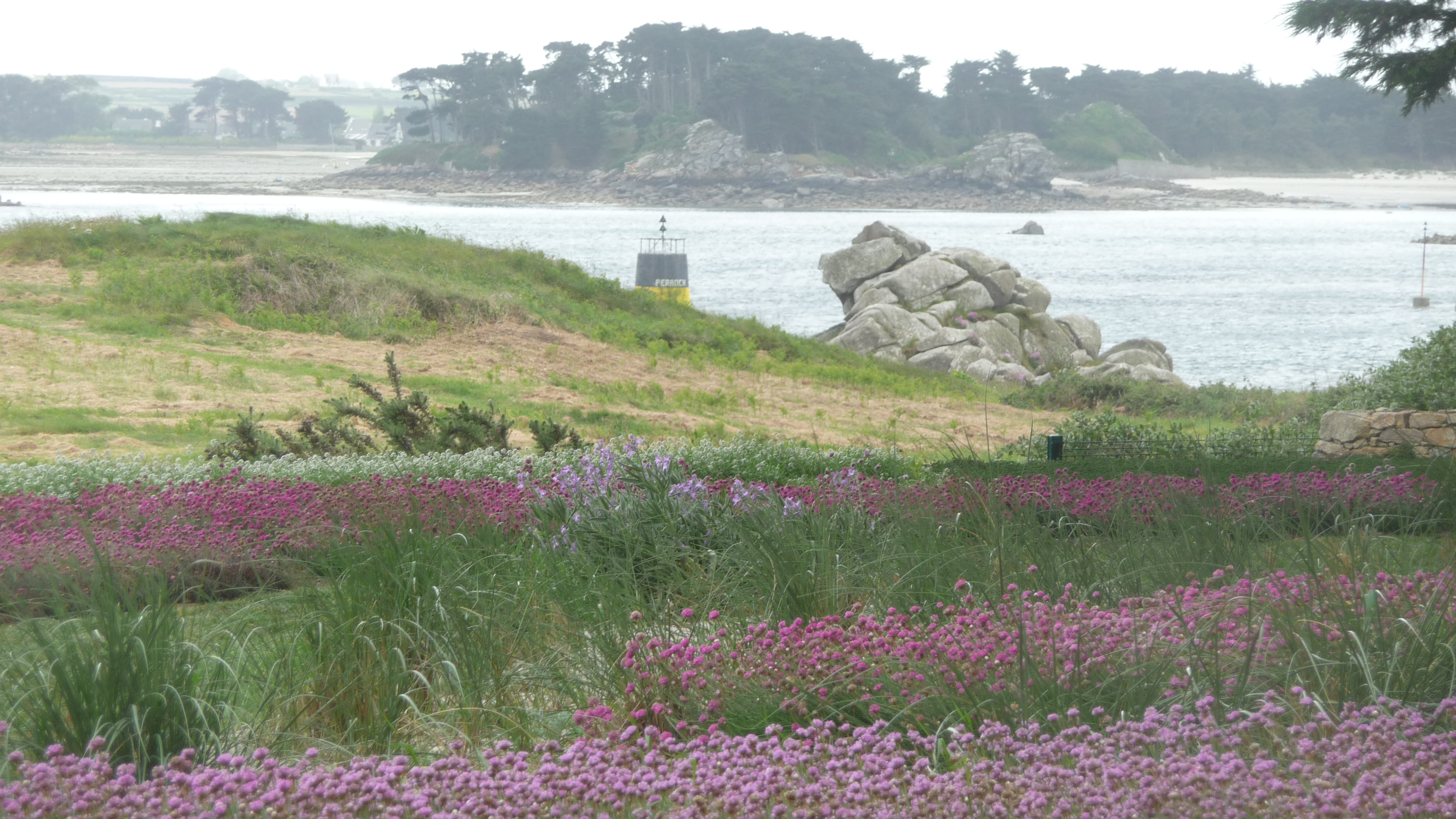
Au bout du terrain de Georges Delaselle, sur la rive continentale, les arbres de la presqu'île de Perharidy à l'abri desquels les tuberculeux pratiquaient héliothérapies et cures de repos.

La démarche de Georges Delaselle s'inscrit dans une mode, celle des bains que la Duchesse du Berry a inaugurée à Dieppe en 1829 et qui attire en Bretagne des fortunes parisiennes, tel Armand Peugeot à Morgat. Depuis l'arrivée du chemin de fer à Morlaix, en 1865, puis l'inauguration de l'embranchement Morlaix Roscoff, le 10 juin 1883, affluent quelques touristes hardis dans le port pittoresque que fréquentèrent Édouard Corbière et son poète de fils. Si le colonel Geoffroy et sa femme, héritière lorientaise, ont fait construire dès 1890 le château de Laber à Roscoff, c'est le climat de la station qui séduit, à une époque où la tuberculose est endémique et où les antibiotiques ne la traitent pas. Deux ans après la première visite de Georges Delaselle, en 1899, le docteur Louis Bagot y crée le premier établissement médical de thalassothérapie, l'Institut Rockroum. L'année suivante est fondé par la marquise de Kergariou le premier sanatorium héliomarin sur la presqu'île de Perharidy, à moins d'un mille en face du nouveau domaine de Georges Delaselle.

### Un jardin pour une future demeure (1900-1917)
Dans un premier temps, Georges Delaselle fait construire une petite maison, destinée aux futurs gardiens, et procède à des échanges de parcelles, à l'acquisition d'autres. Étonné par la présence de nombreux végétaux rares en provenance des quatre coins du monde et acclimatés par les marins de Basse-Bretagne et d'Irlande, où il a séjourné, et encouragé par son ami Jean Dybowski (fondateur du Jardin d'agronomie tropicale de Paris), il décide d’y créer un jardin. Il est inspiré par des villas qu'il a eu l'occasion de visiter, la villa Hambro, propriété biarrote que les Noailles mettent à disposition du Grand-duc Alexandre, la villa Rothschild à Cannes, d'autres à Nice... et s'attelle à l'étude de la botanique.

Plantes acclimatées en Basse-Bretagne au XIXe par les capitaines au long cours en retraite.
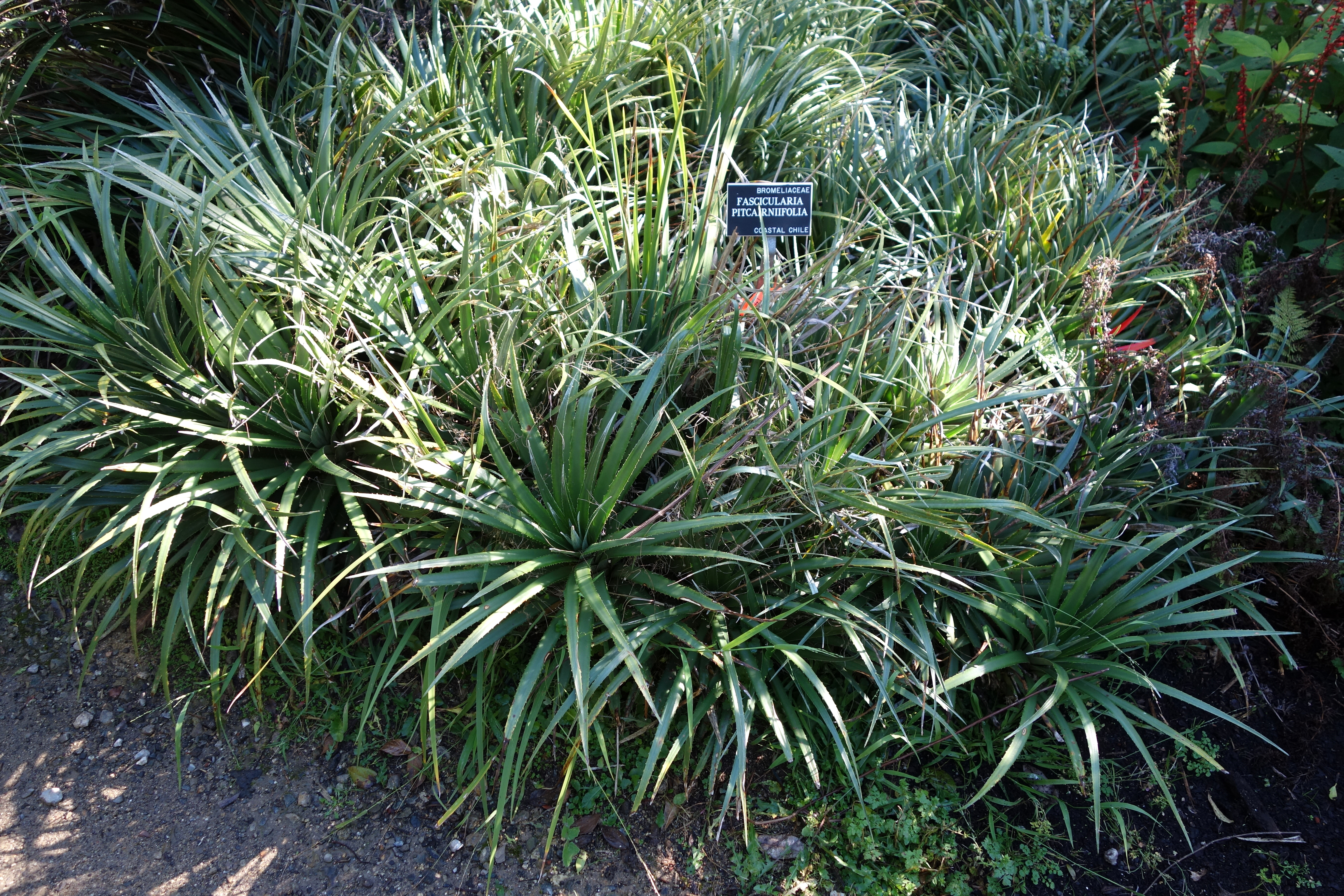
Fasciculaire pitcairniifolia transportée depuis Valparaíso du Chili.
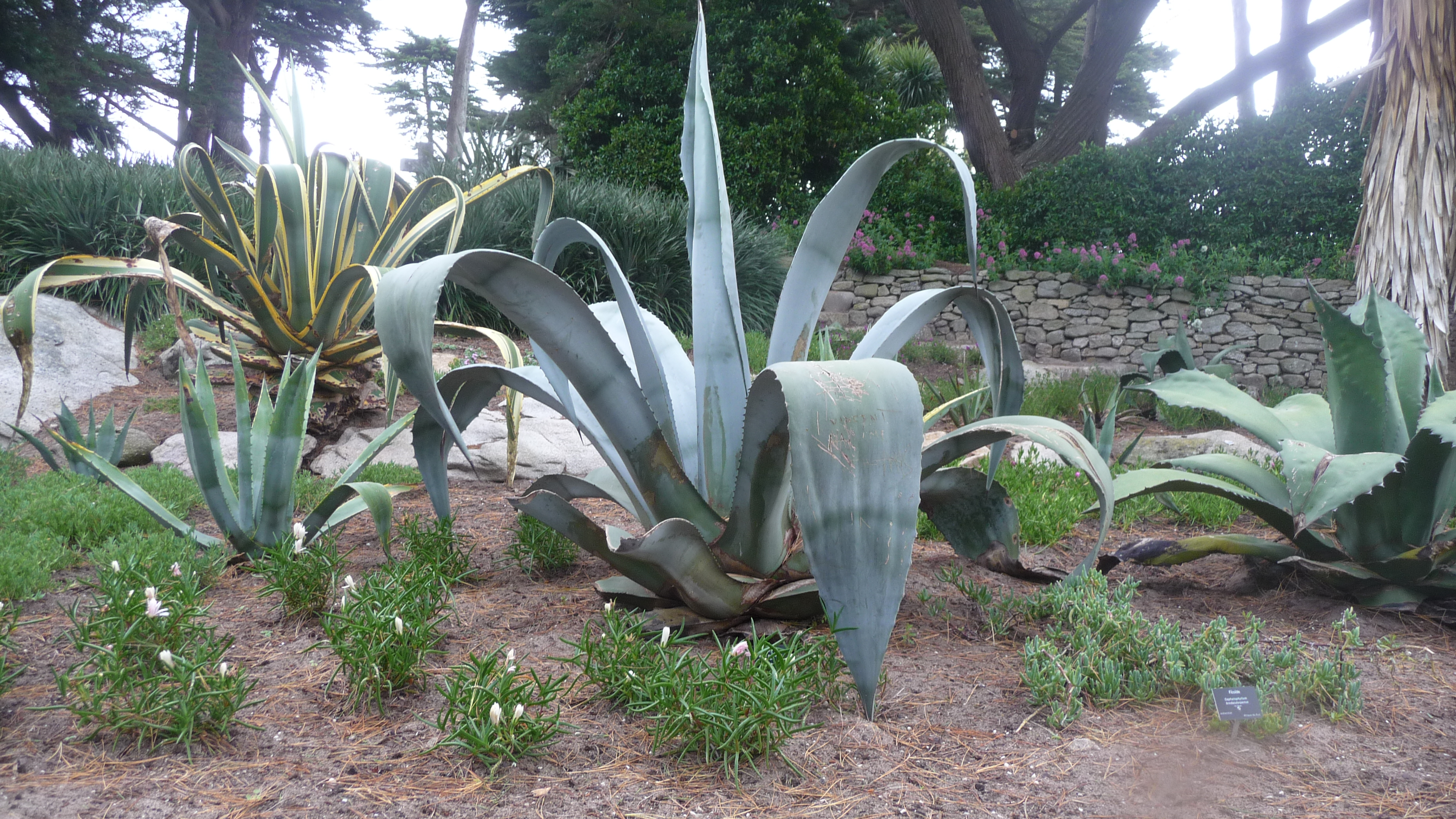
Agave d'Amérique rapporté du port californien de San Francisco.
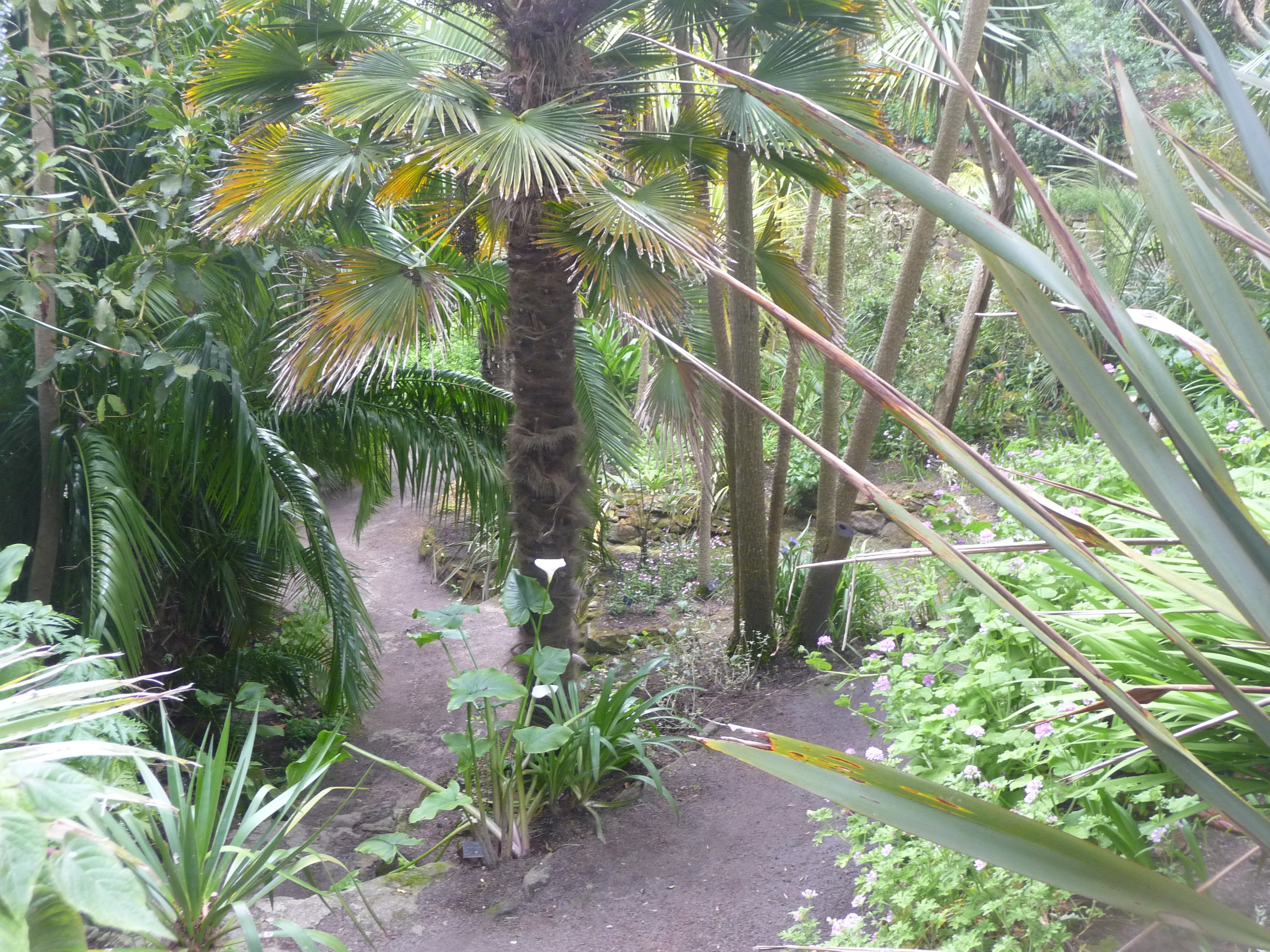
Palmier à chanvre expédié de Chousan par Charles de Montigny sept ans[13] après l'entrée en vigueur du traité de Whampoa puis planté en 1856 à Porzantrez[14].
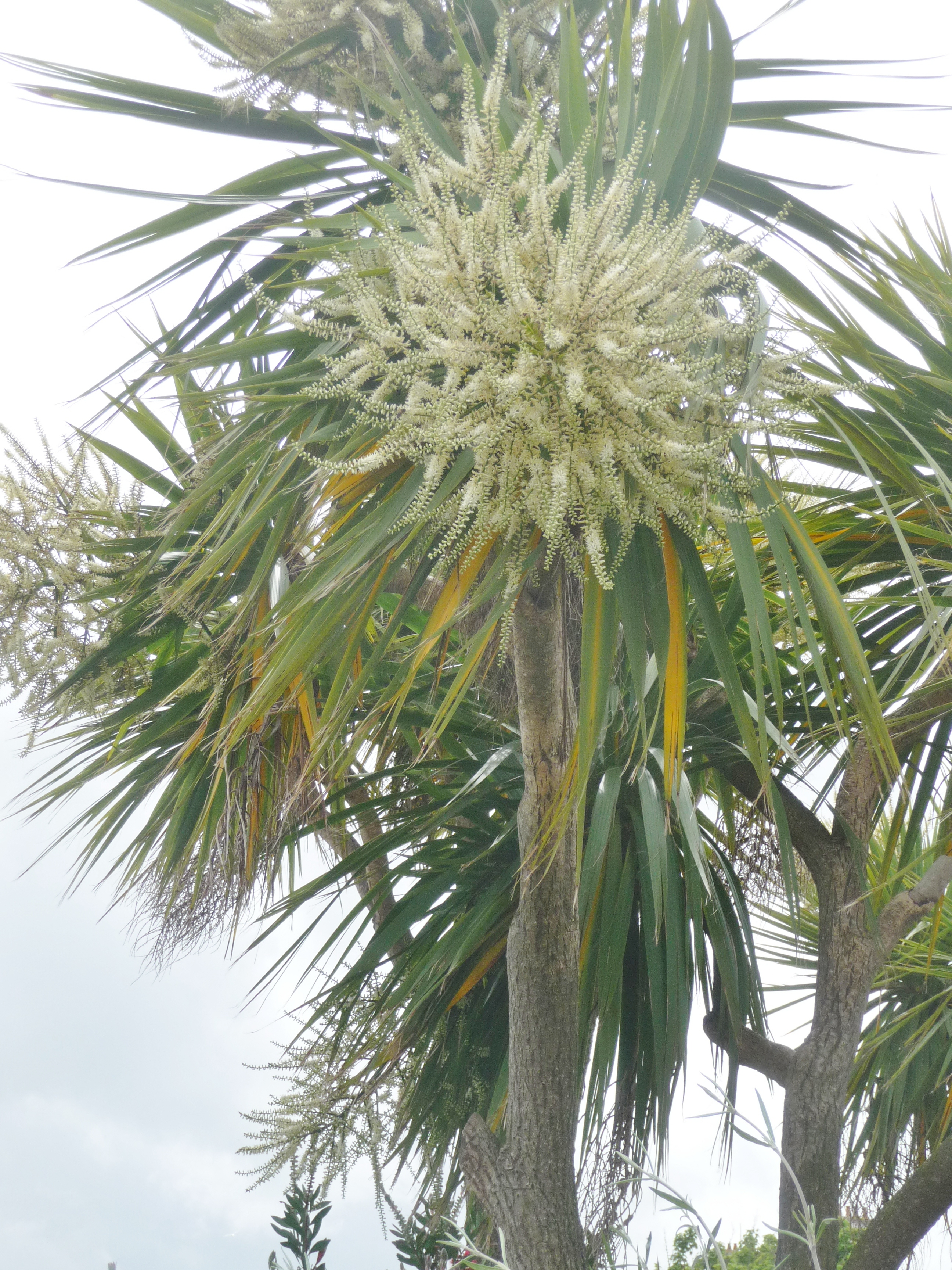
Palmier de Torquay originaire de la baie des Îles, dans une Nouvelle-Zélande convoitée par la marine française.
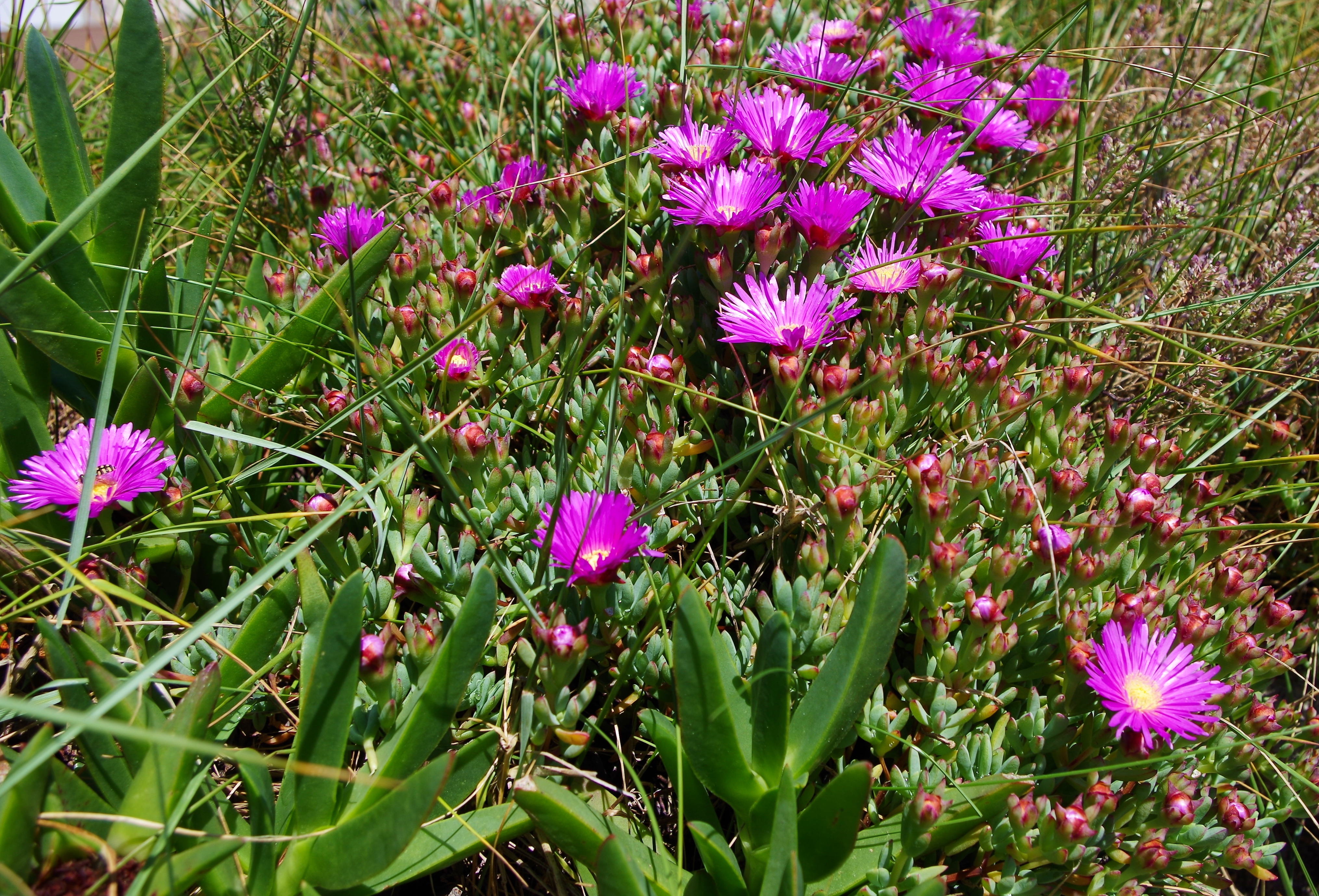
Griffe de sorcière originaire du Cap de Bonne-Espérance et utilisée pour fixer les faîtières.

Sur un sol sablonneux et meuble battu par les vents de galarne, il conçoit très vite un plan en tranchées. Des plantes coupe-vent seront plantées le long de dunes artificielles et dans les excavations ainsi creusées seront abritées les variétés fragiles.
Dès 1903, il embauche une petite dizaine d'îliens de tous âges équipés de bêches et de brouettes qui entament les travaux. En 1905, il plante sur le pourtour d'une cuvette ainsi tracée une centaine de jeunes plants de pins qui en grandissant serviront de brise-vent.
En 1906, il trace les plans des différentes parties de son jardin. Le plan central sera une pelouse bordée de massifs de fleurs aux tons doux. Il sera prolongé d'un potager, où des serres basses protégeront les fruits et légumes des oiseaux. La cuvette deviendra un jardin colonial, une des composantes où les palmiers seront protégés sur une hauteur de huit mètres, soit l'addition de la profondeur de l'excavation et de la hauteur des brise-vents.
Un an plus tard, il fait creuser sur cinq mètres de profondeur la cuvette, dont les bords sont stabilisés en terrasses. Au cours de ces opérations, il fait une découverte inattendue, une nécropole datant de l’âge du bronze.

### L'anthropisation par un retraité non conformiste (1918-1937)
En mai 1918, Georges Delaselle apprend qu'il est atteint de tuberculose pulmonaire. À cinquante sept ans, il prend une retraite anticipée et s'installe à demeure dans la maison de gardien. Sans héritier, il consacre toute sa fortune au développement de son jardin mais ne désespère pas de découvrir le trésor de Paul Aurélien grâce à ses talents de radiesthésiste, pour lesquels il consacre une grande partie de son temps à se documenter et à explorer son terrain. Craint des plus superstitieux mais proche d'un petit cercle d'îliens, dont le peu catholique instituteur Louis Priser qui est nommé à ce poste en 1934, il sacrifie un temps considérable aux plantations et aménagements, ne quittant son jardin que deux fois par semaine pour s'approvisionner.
Georges Delaselle trouve les plantes utiles à la protection contre le vent auprès des pépiniéristes de la région de Saint-Pol-de-Léon. Pour les plants exotiques, il se fournit principalement au Jardin colonial de Nogent mais aussi auprès d'amateurs avec lesquels il entretient une correspondance. Il bénéficie aussi des boutures données par des amis propriétaires de villas situées sur la Côte d'Azur, auxquels il rend visite, telle Mélanie de Gaufridy de Dortan, veuve du botaniste Philippe de Vilmorin, qui, locataire durant l'été du château du Taureau, est aussi sa voisine en baie de Morlaix.
Le climat, la faible pluviométrie, ne favorisent pas la végétalisation d'une île réputée pour être sans arbre. C'est ce défi xérophytique que Georges Delaselle veut relever. Il creuse un puits. Il acclimate cinq espèces de palmiers, Trachycarpus fortunei, Chamaerops humilis, Phoenix canariensis, Washingtonia filifera et Jubaea chilensis. En 1921, il plante avec succès des cordylines australes. En 1924 est tentée l'acclimatation d'une fougère arborescente, Alsophila australis, qui réussit. Les Eucalyptus globulus prospèrent. Les agaves prennent leurs gigantesques proportions d'origine et fleurissent. Le botaniste professionnel qu'est devenu l'amateur Delaselle est reconnu en 1927 quand le directeur du Jardin des plantes de Rennes vient faire des analyses et les publie.

Quelques-unes des plantes remarquables introduites par Georges Delaselle
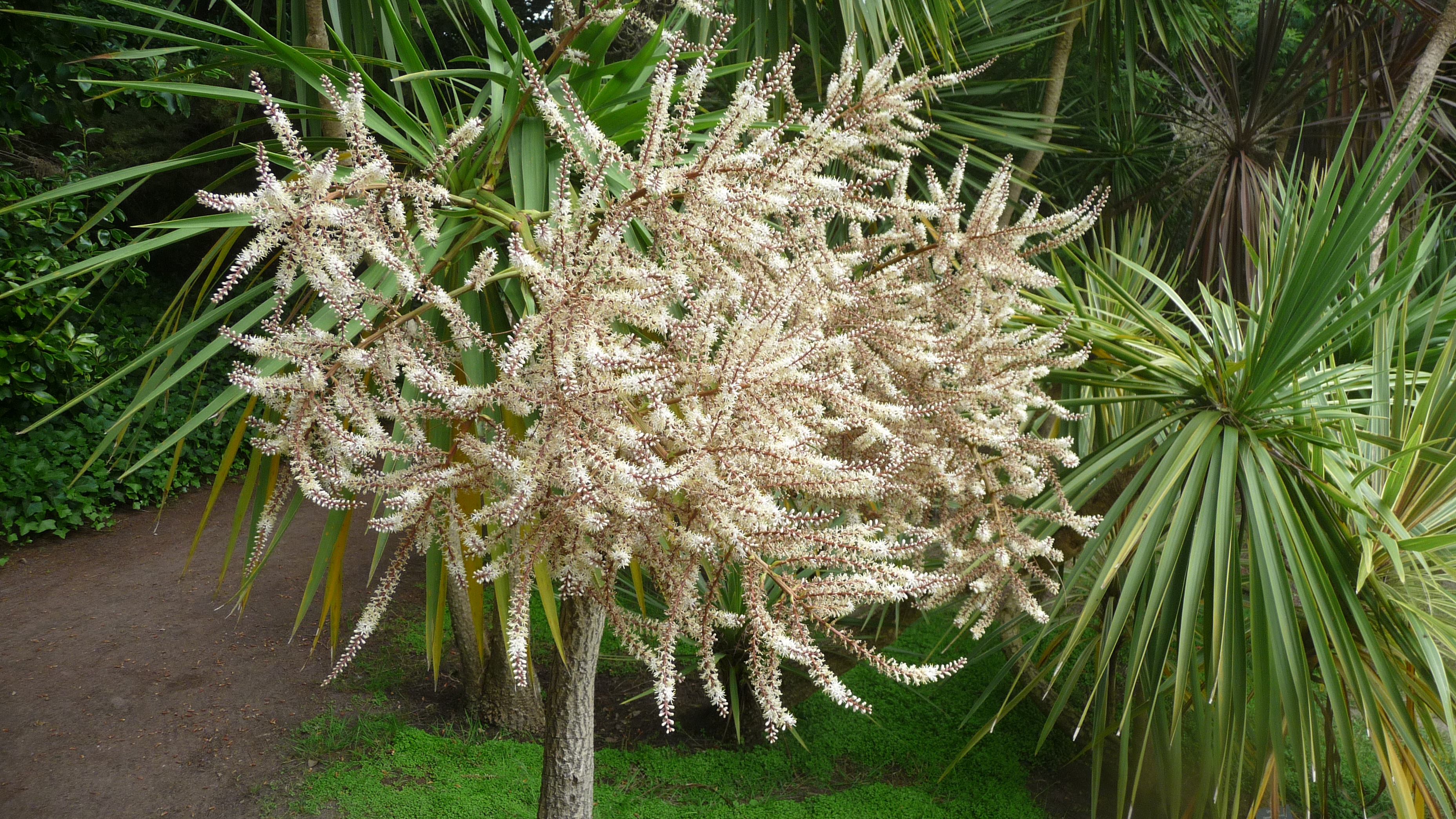
Cordyline australe, dite palmier de Torquay, ici en fleur.
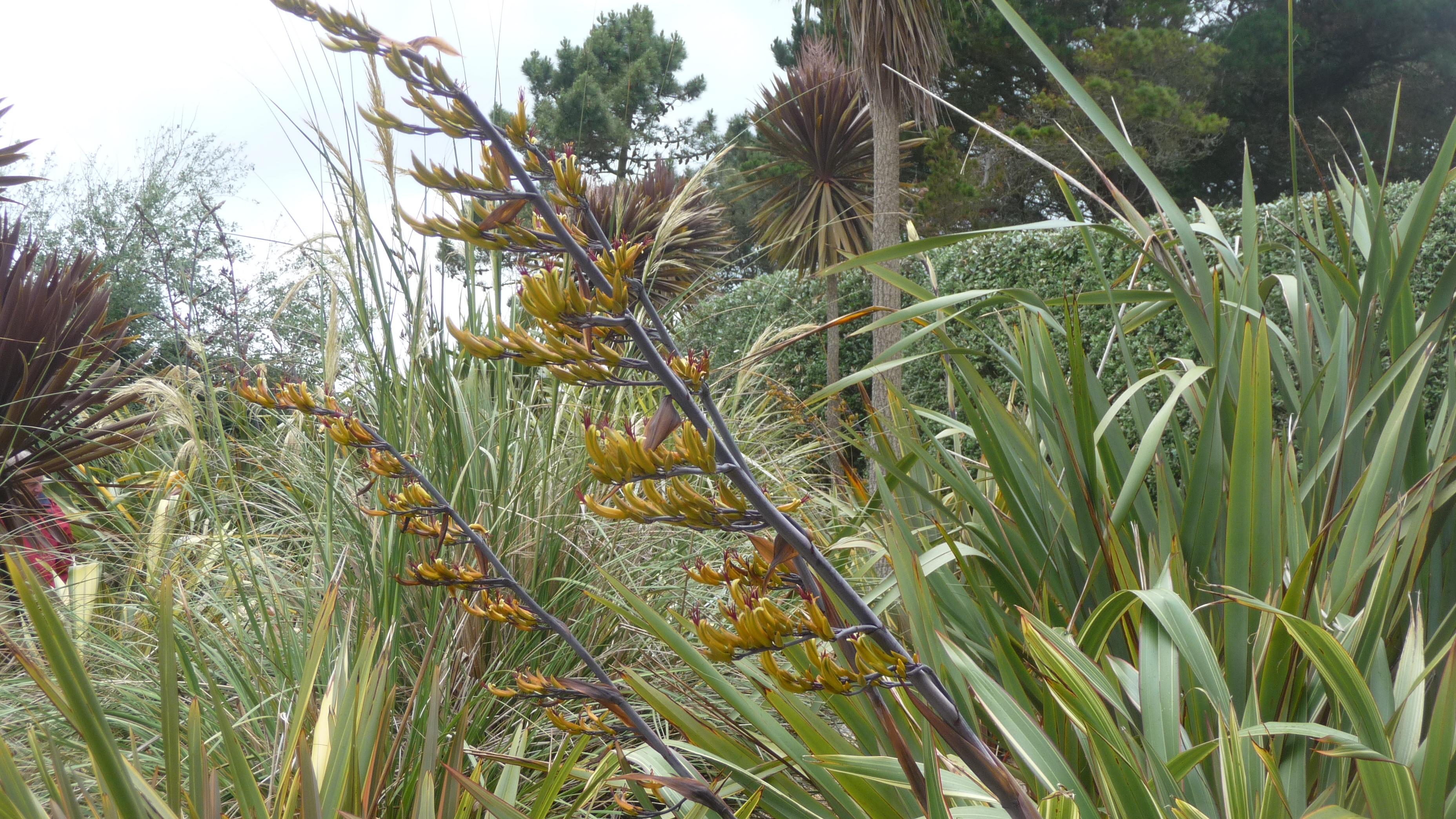
Lin de Nouvelle Zélande découvert par James Cook et introduit par Jacques de La Billardière à des fins industrielles.
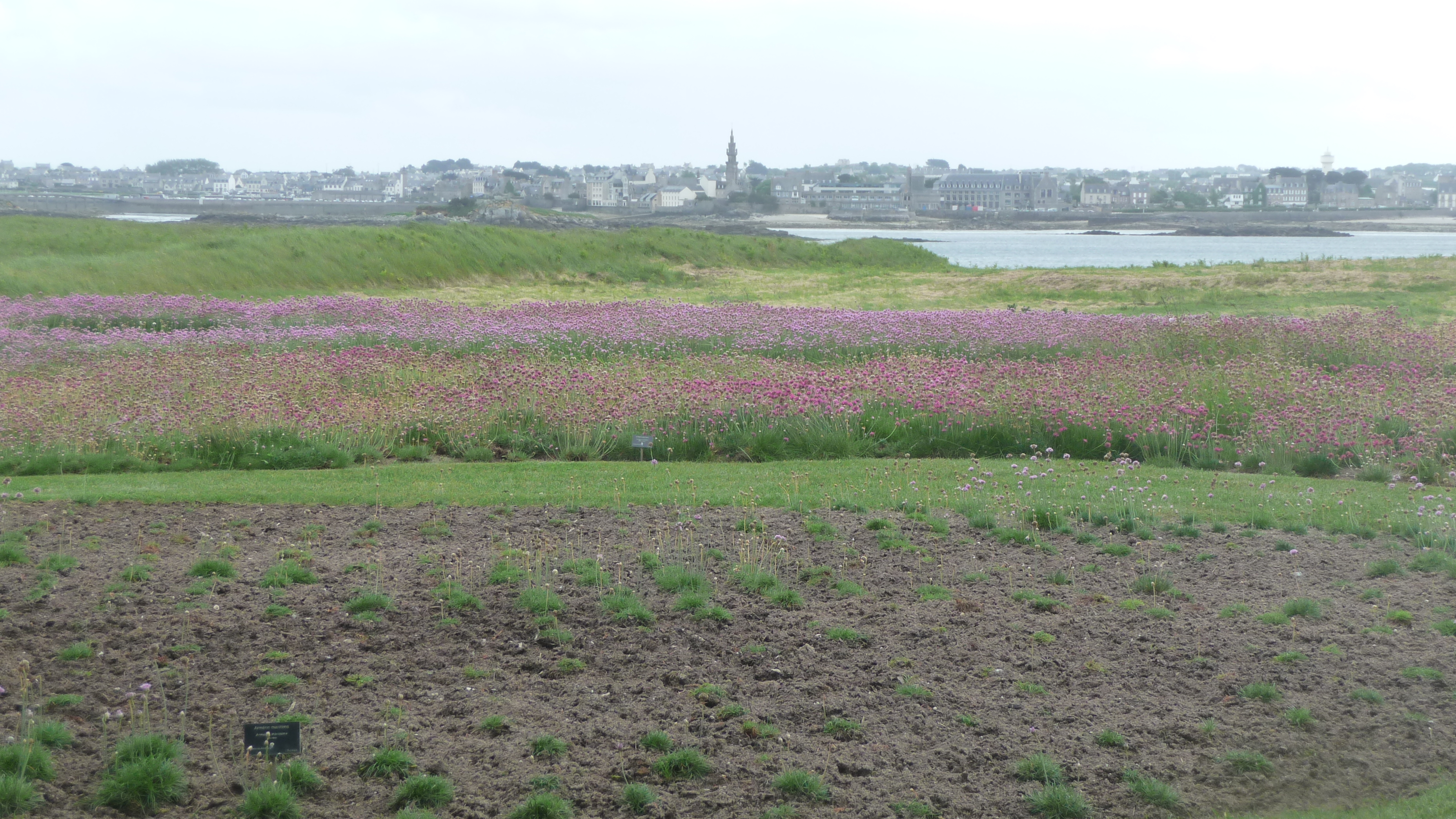
L'œillet marin acclimaté à la lande.
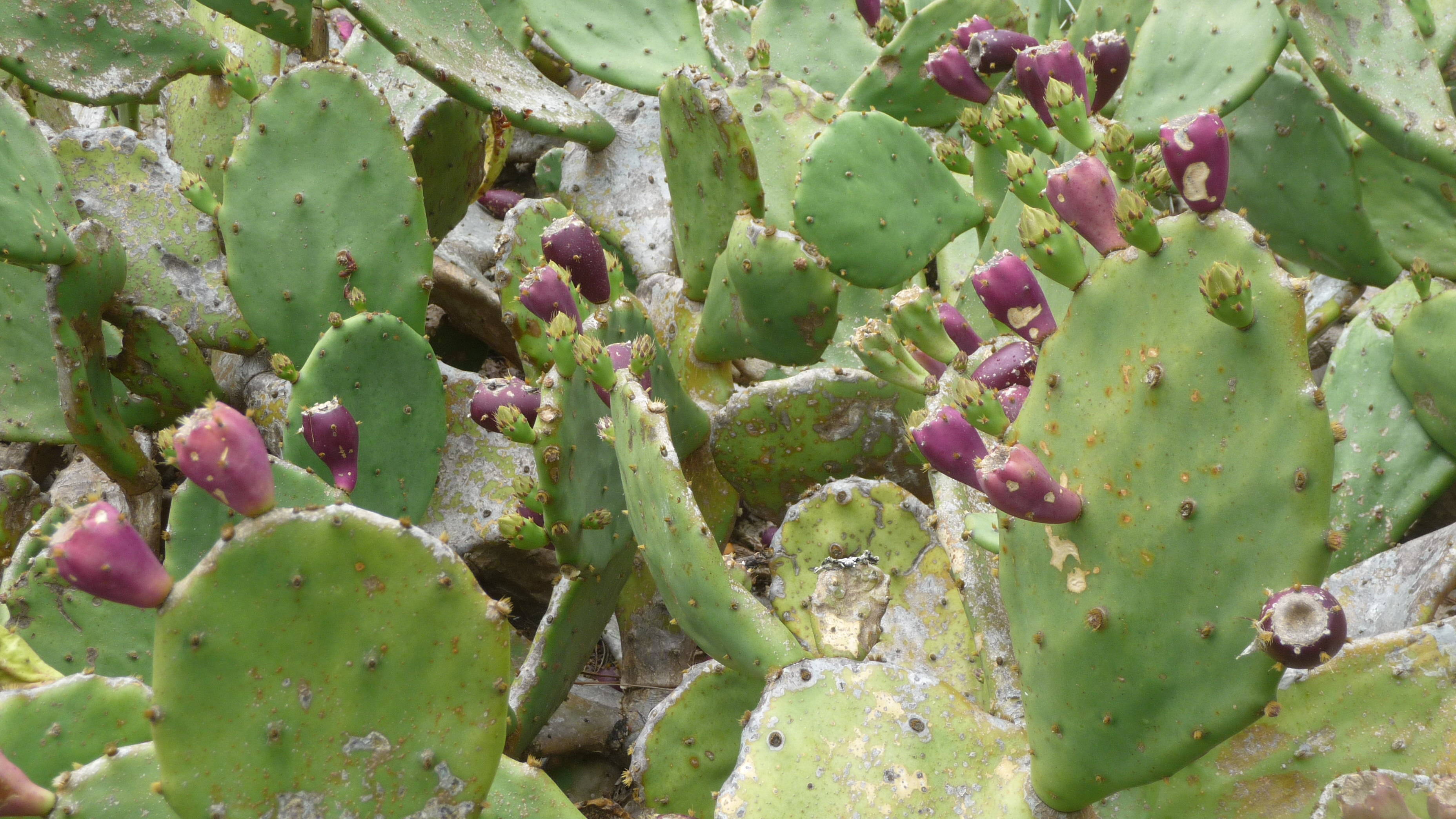
Figuier de Barbarie.

Dès 1928, l'aride dune, toujours dominée par le calvaire qui sert d'amer aux marins et de but au visiteur, a laissé place à une oasis parcourue par des allées de sable et peuplée de plantes connues des seuls spécialistes  mais elle reste fragile, soumise aux aléas des tempêtes. Au moins cent quinze espèces y sont conservées en plein air, dont l'agapanthe rustique, l'Amaryllis belladonne, l'iris tigre, et divers Opuntia.
La Grande Dépression met le rentier Georges Delaselle en difficulté. Le projet initial d'une villa est définitivement abandonné. Cependant la presse a conféré une notoriété locale au « Jardin colonial de l'île de Batz ». Les visites, initialement réservées aux botanistes amateurs ainsi qu'à de rares amis et leurs familles, s'ouvrent à quelques touristes.

### Le parc de Monsieur Nast (1938-1956)
En décembre 1937, Georges Delaselle, âgé de soixante dix sept ans, vend l'œuvre de sa vie à un Monsieur Nast, un industriel, qui a le souci déclaré de se montrer digne successeur. Celui ci agrandit le domaine et plante une forêt de cyprès, qui est un coupe vent très efficace mais a l'inconvénient de priver de soleil les variétés auxquelles celui ci est indispensable. Le nouveau propriétaire fait éditer une brochure touristique.

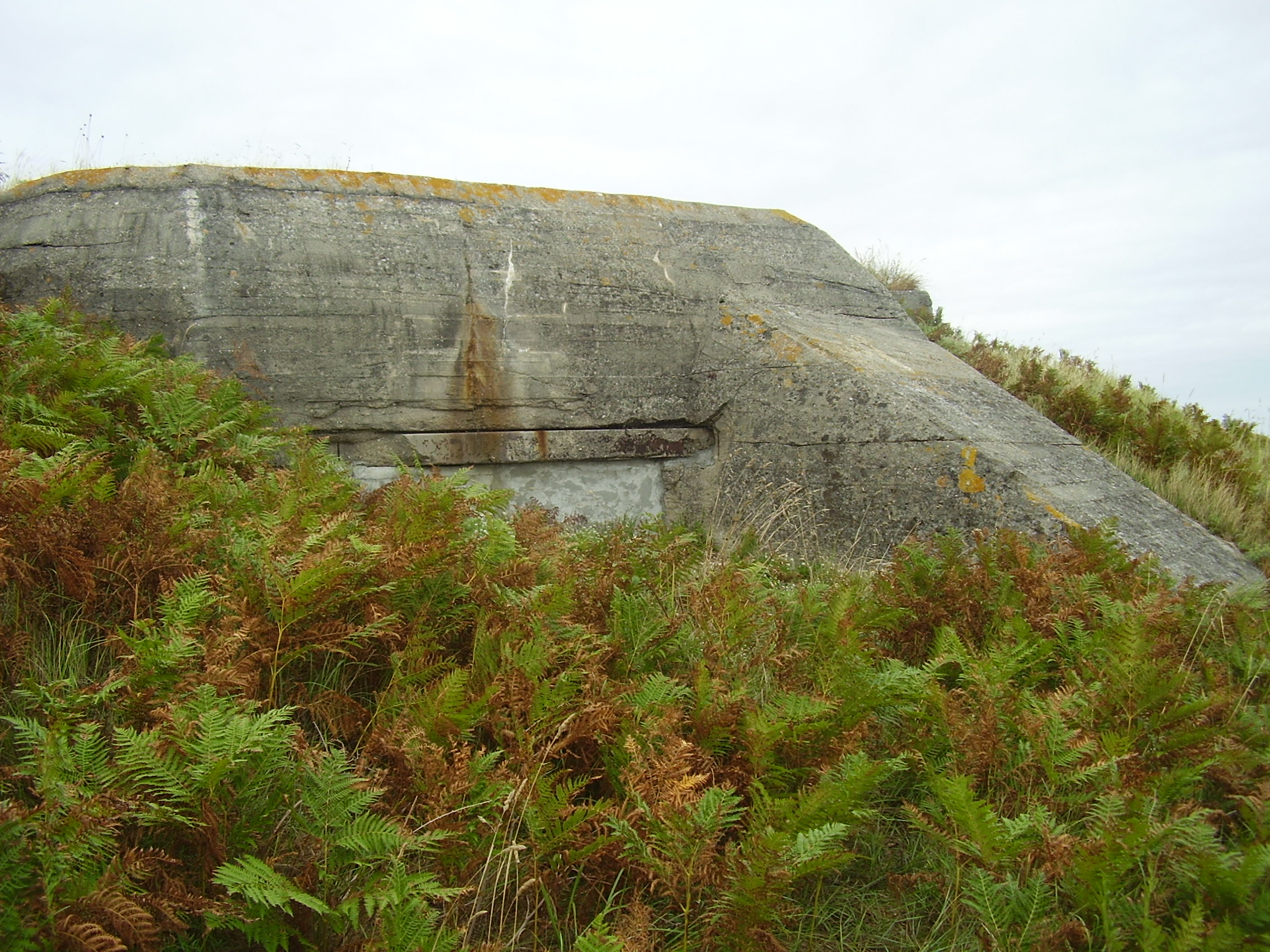
Blockhaus du mur de l'Atlantique.

Durant l'Occupation, alors que Georges Delaselle se meurt dans la maison qu'il habite au centre du bourg, l'île de Batz est mise en bataille par la Wehrmacht et le jardin colonial est encerclé de barbelé comme le serait un terrain militaire.
Le dur hiver 1956 met à mal ce qui persiste de la collection botanique et la propriété est vendue l'année suivante.

### La disparition (1957-1985)
En juillet 1957, le comité d'établissement de l'Aérospatiale de Châtillon, en banlieue parisienne, se porte acquéreur. C'est pour y établir une colonie de vacances, qui accueille dans la maison les enfants des employés de l'entreprise, à l'instar de l'école de voile que Louis Priser, l'ami de George Delaselle, a ouverte sur l'île.
Le jardin est totalement délaissé. Les ronces l'envahissent. Les troncs d'arbres tombés entravent les passages. En 1975, les jeunes vacanciers sont mis à bucheronner, leurs parents à débrousailler, mais plus de la moitié des variétés assemblées par Georges Delaselle périclitent. En 1986, elles ne sont plus que quarante neuf à avoir survécu. Quand un visiteur vient s'informer, il lui est répondu que le jardin colonial n'existe plus.
En 1985, le comité d'établissement confie l'exploitation de la colonie de vacances à l'Association de loisirs populaires des rives de l'Élorn, des Monts d'Arrée et de l'île de Batz, ALPREMAB.

### La reconstitution (1986-1996)
En 1986, l'ALPREMAB crée sur la moitié occidentale du domaine un village de vacances, le Jardin colonial. Ce sont initialement des cabanes aux intérieurs confortables. Sans fondations, elles sont rapidement démontables et ne nécessitent pas de permis de construire. Le propriétaire, le comité d'établissement de l'Aérospatiale, se voit dans l'urgence de créer un programme d'intervention et commande une étude à un jeune paysagiste parisien, Philippe Feignon. Dès l'automne, des bénévoles du comité d'établissement ouvrent le chantier. Pendant une année, ils se retrouvent le vendredi soir gare Montparnasse, débroussaillent le samedi jusqu'à la nuit, et rentrent le dimanche soir.
En septembre 1987, le chantier reçoit la visite du directeur des Parcs et jardins du ministère de l'environnement, Jean Cabanel. Celui ci suggère de rechercher des subventions et pour cela de constituer une association à but non lucratif. Un mois plus tard, la tempête du 15 octobre ruine les efforts passés et donne raison au conseil reçu. La démarche pour constituer l'association prendra deux ans. Elle est déclarée au Journal officiel le 19 avril 1989 sous le nom Les Amis du jardin Georges Delaselle. Elle compte parmi ses administrateurs quatre îliens, dont l'ex fondateur d'un chantier de jeunesse de la marine, Pierre Théréné, et l'ex résistant Louis Priser. Les premiers visiteurs ont été accueillis dès l'été précédent.
Les opérations de réhabilitation sont financées par le bénévolat, par le comité d'établissement de l'Aérospatiale, qui défraie les bénévoles et achète le matériel, et par l'ALPREMAB, qui fournit gracieusement le logement jusqu'en 1999.

### Le conservatoire botanique (1997-2017)
Le centenaire du jardin est organisé par le conservateur des jardins de Herrenhausen, le docteur Hans-Georg Preißel, qui, entre concerts et conférences, expose la collection d'orchidées de Berggarten. C'est l'occasion pour le Conservatoire du littoral de s'engager à soutenir le projet en devenant propriétaire de cinq hectares qui incluent le jardin. Dès l'année suivante, l'établissement public sollicite le conseil du paysagiste Gilles Clément.

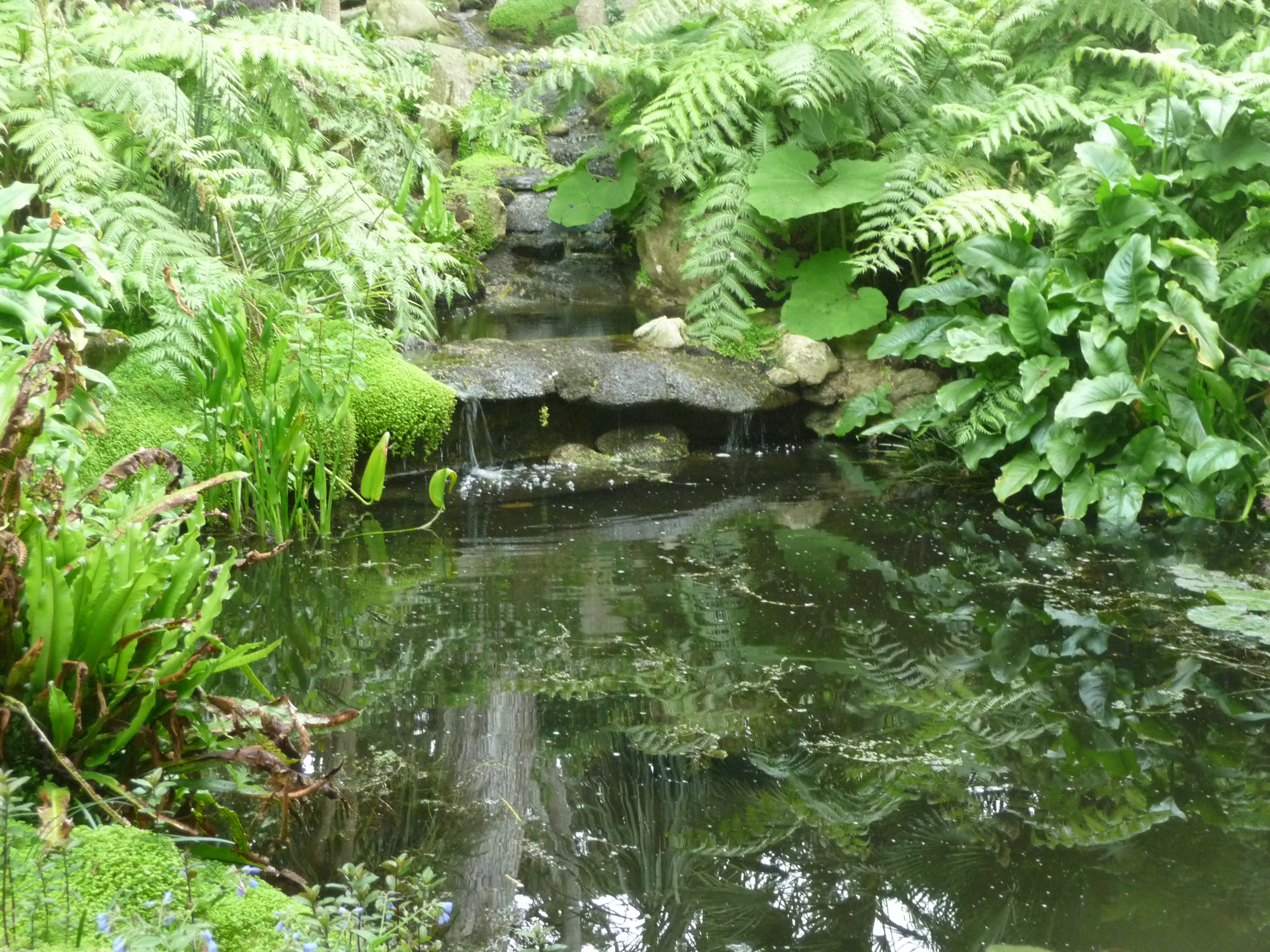
Une des deux pièces d'eaux aménagées.

En décembre 1999, les deux bombes météorologiques et l'épisode de gel qui suit détruisent quatre vingt pins et cyprès de Lambert qui servaient de brise vent ainsi que tous les plants exotiques non gélifs. L'association Les Amis du jardin Georges Delaselle rédige des demandes de subventions.
Les travaux désormais financés par le Ministère de la culture, le Ministère de l'environnement, l'Aérospatiale, la Caisse d'épargne de Paris, l'APPIP, Association pour la protection et la promotion des îles du Ponant, le Conseil régional de Bretagne, la Fondation EDF, prennent une autre dimension. La restructuration du jardin est confiée à l'agence paysagère de Gilles Clément, l'Atelier Acanthe, que celui ci a fondé en 1985 et qu'il quitte l'année suivante.
C'est sous la direction d'un collègue, le paysagiste Guillaume Geoffory-Dechaume, qui décèdera prématurément en 2003, que les murets sont reconstruits, les allées sont retracées, une clôture brise vent est montée, des réseaux d'arrosage et d'alimentation électrique sont posés, un bâtiment provisoire pour l'accueil des visiteurs est construit, le puits est réhabilité, un bassin est creusé.

Quelques-unes des plantes remarquables introduites depuis la tempête de 1999
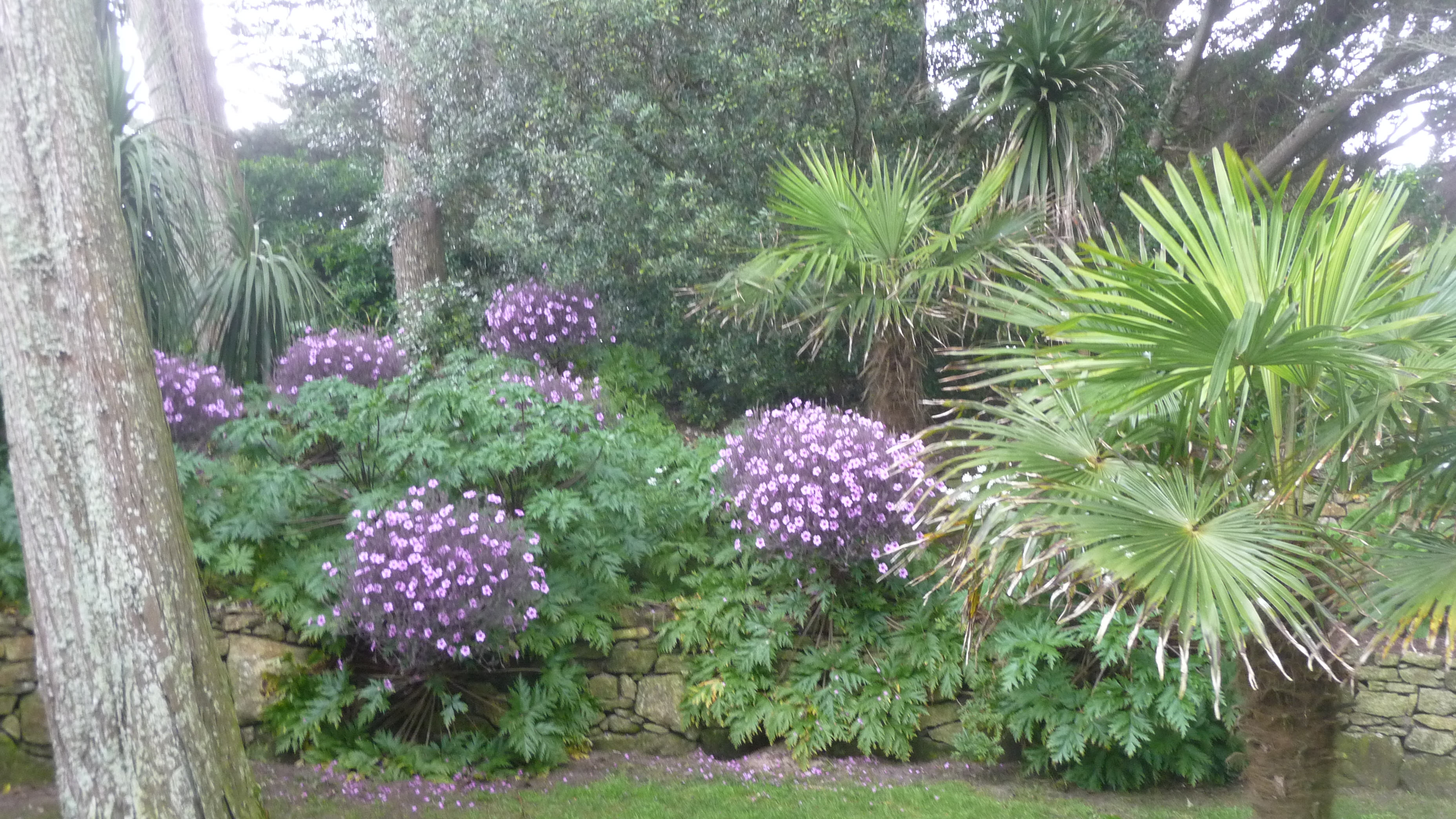
Géranium de Madère à la senteur de salpètre dont les pétioles suppléent aux racines.
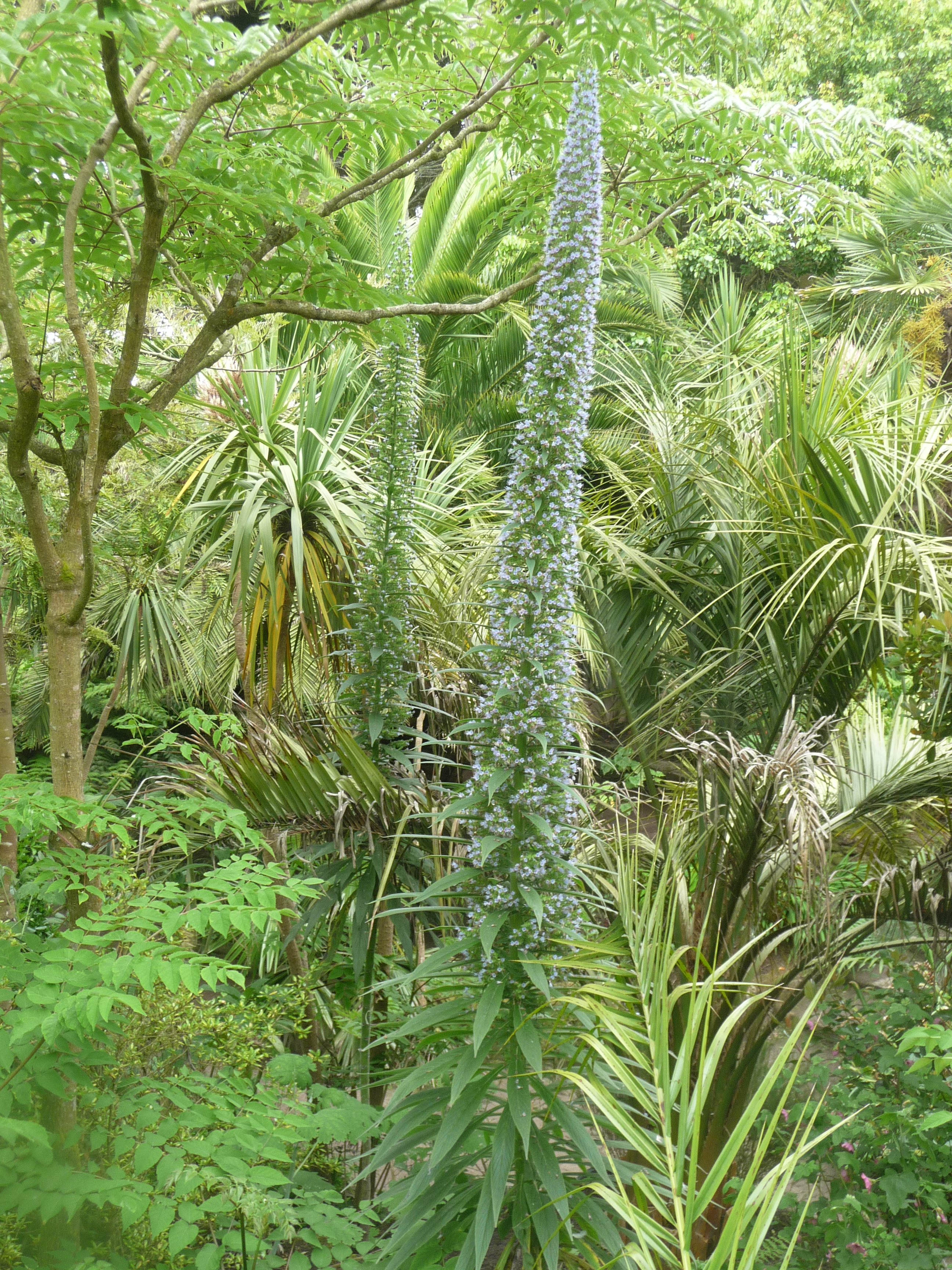
Vipérine des Canaries, bisannuelle qui meurt après avoir fleuri.
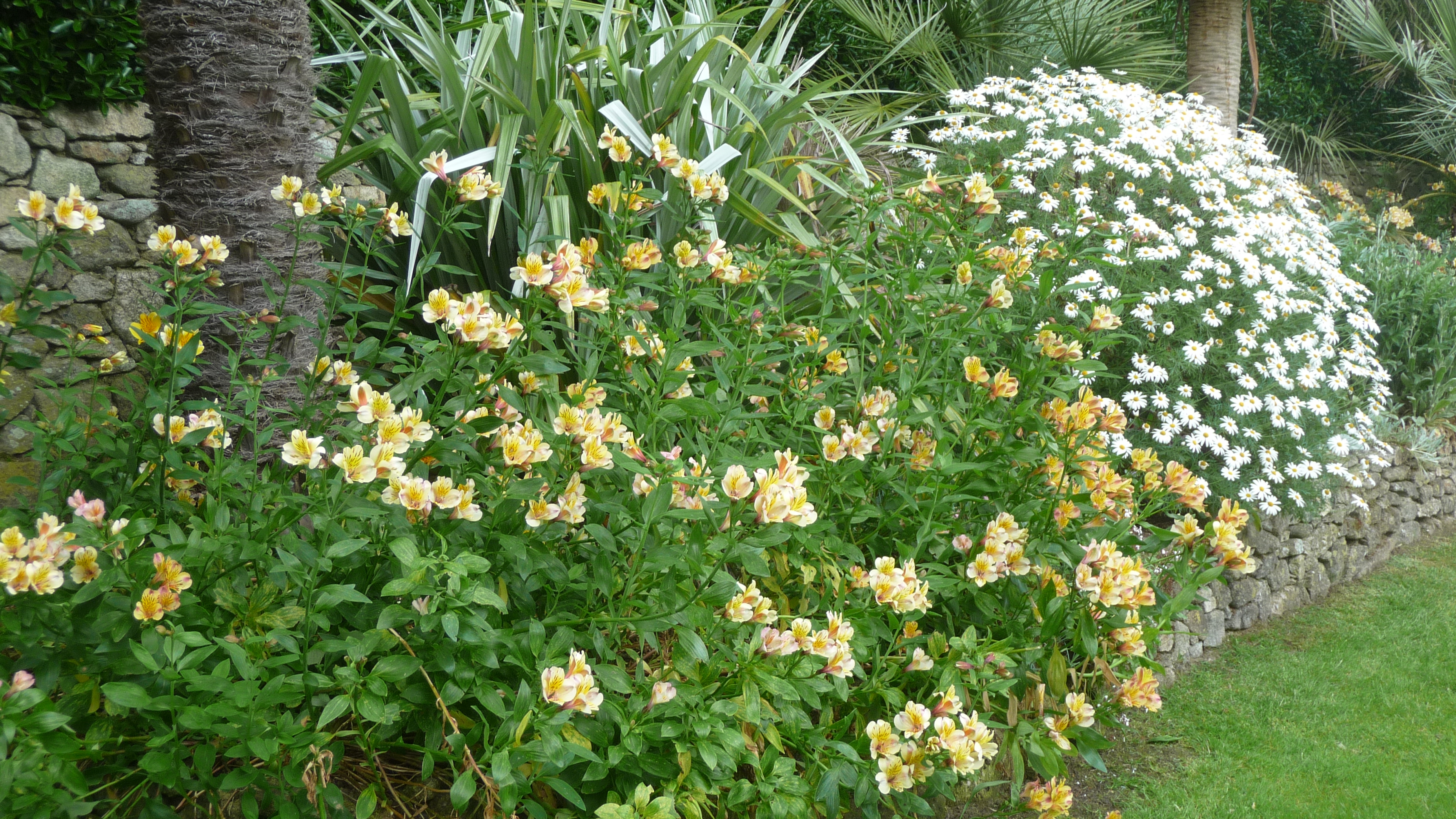
Lys des Incas, gélive hermaphrodite originaire de Patagonie.
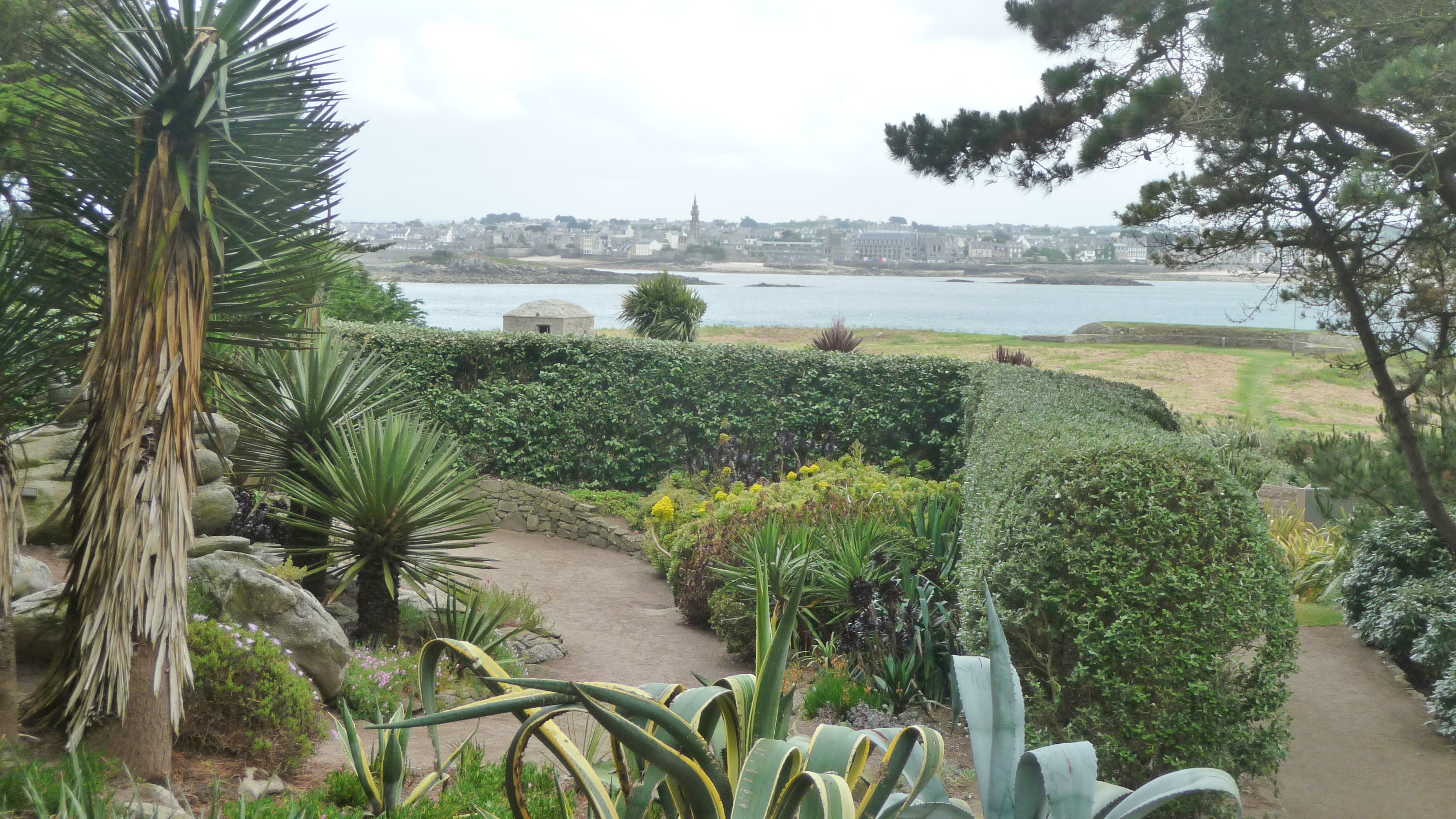
À gauche, trois spécimens de Xanthorrhoea, vulgairement appelée queue de kangourou, bonhomme nègre ou arbre à herbes.

En 2015, pour répondre aux problèmes de surfréquentation, Gilles Clément est de nouveau sollicité . Les adaptations sont confiées au paysagiste Pierre Labat. La réhabilitation du jardin se veut fidèle aux composantes fondamentales ébauchées par son concepteur, et les aménagements récents venus le compléter à l’intuition romantique qui fut celle de Georges Delaselle.
En 2018 Haut-Léon Communauté est devenu gestionnaire du lieu et a fait appel à une architecte lannionnaise, Anne Rubin, pour aménager une serre et à une muséographe, ainsi qu'à un scénographie pour aménager une exposition permanente centrée sur Georges Delaselle.

## La collection botanique
La relative douceur du climat insulaire permet de reconstituer huit écosystèmes à travers lesquels est présentée en plein air une collection de 1 700  subtropicales originaires de tous les continents. Plus des deux tiers proviennent de l’hémisphère sud, des régions au climat proche du bassin méditerranéen, Chili, Afrique australe, Australie, Nouvelle-Zélande... Se distinguent les collections de palmiers, de cactus, de protées, d'arméries. Chaque espace du jardin est une invitation à un voyage différent.

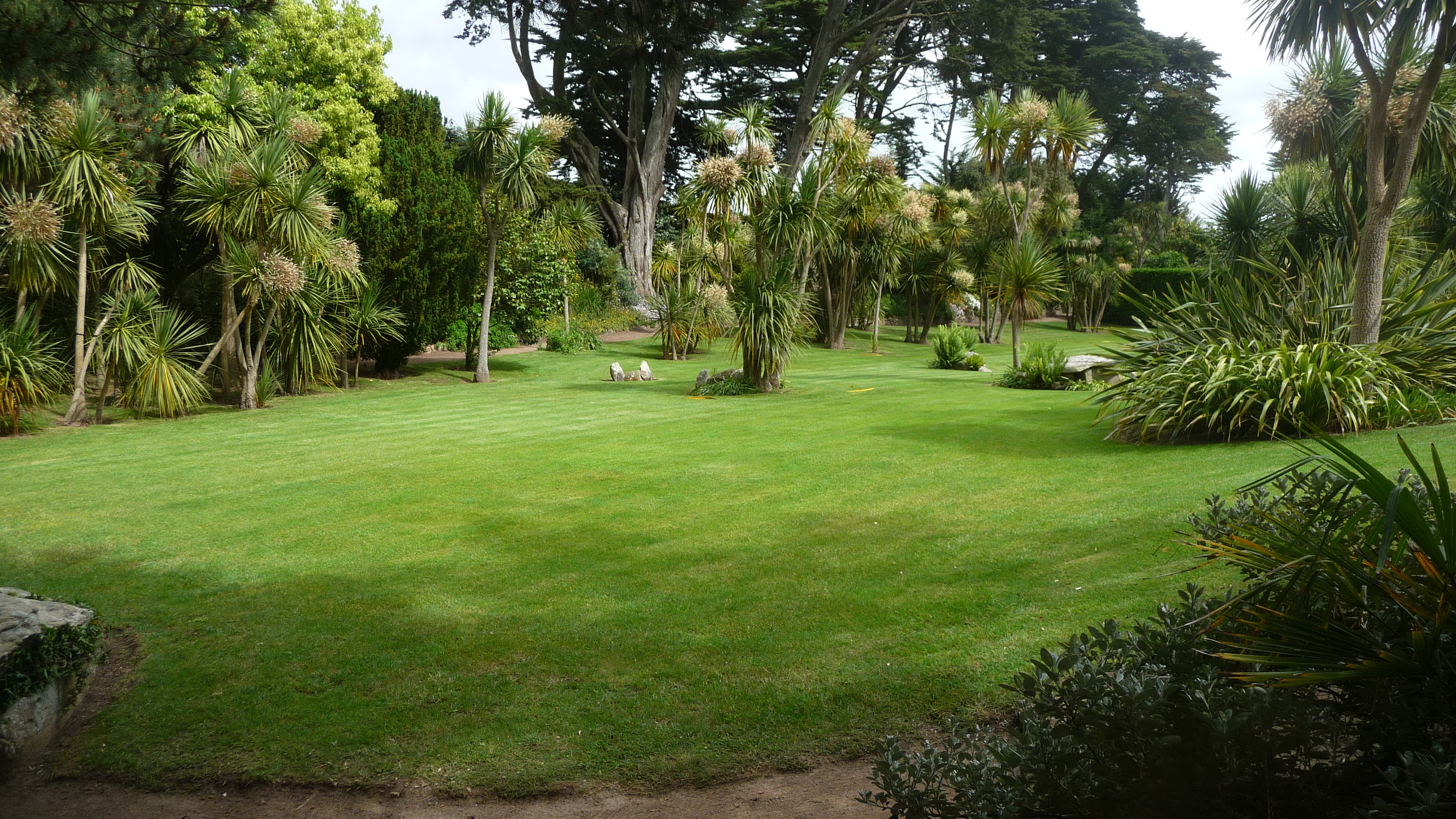
La Nécropole semée d'une variété de Cordyline australe parfois improprement appelée Dracaena.
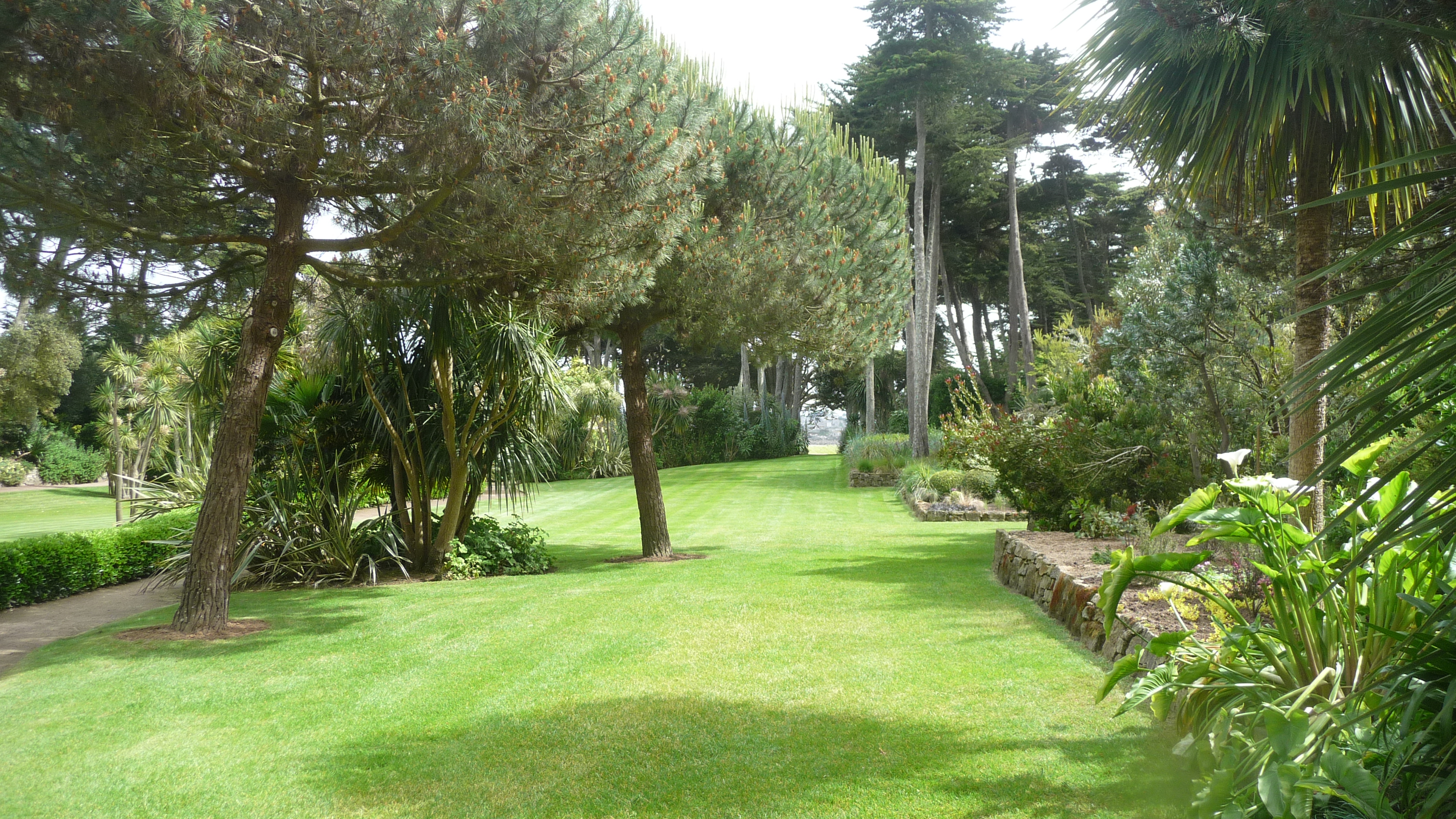
Le Jardin d'herbe avec au bout la vue sur Roscoff et ses plates-bandes de psammophytes caractéristiques des dunes.
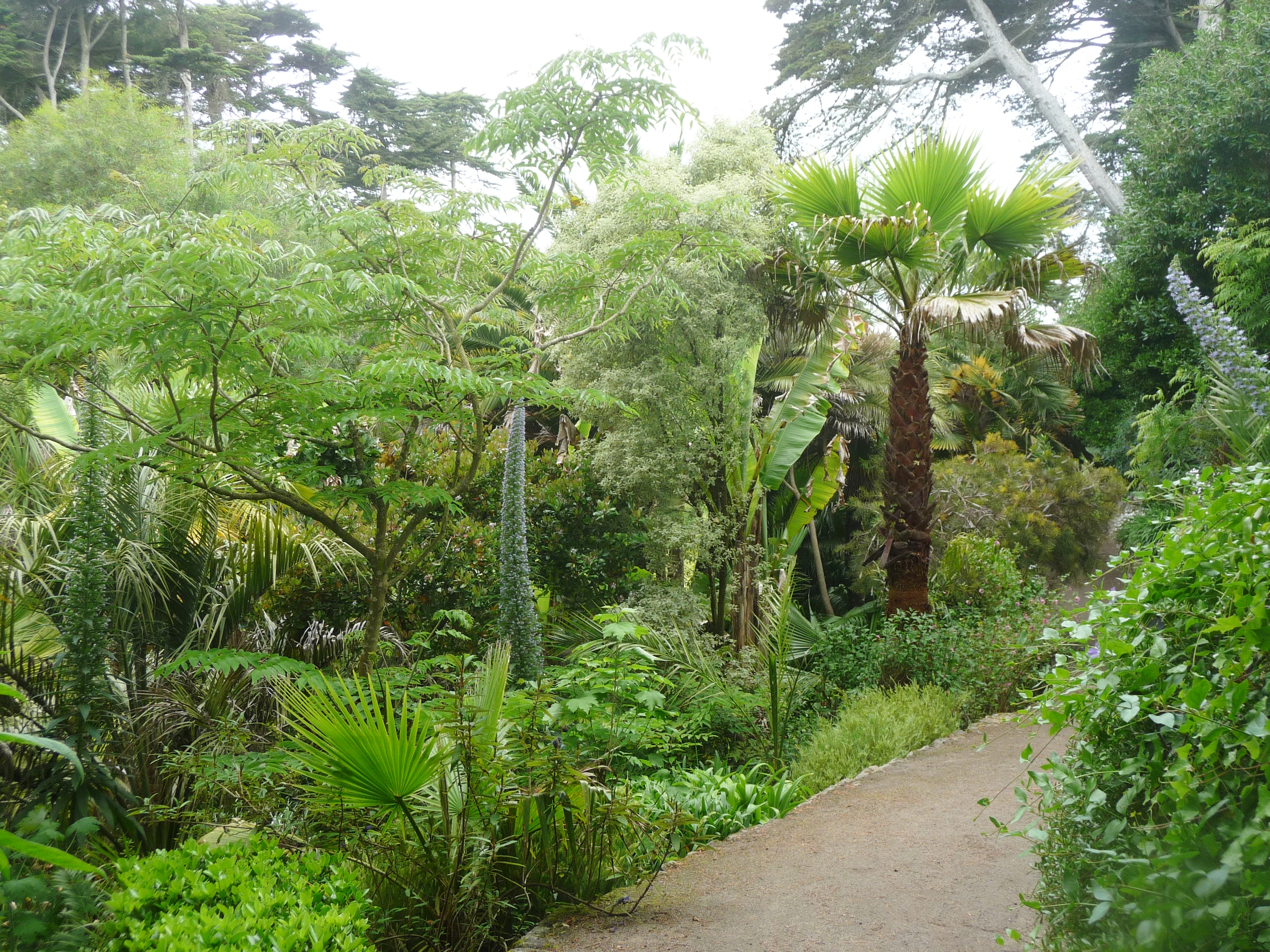
La Palmeraie étagée en creux pour gagner quelques degrés de température.
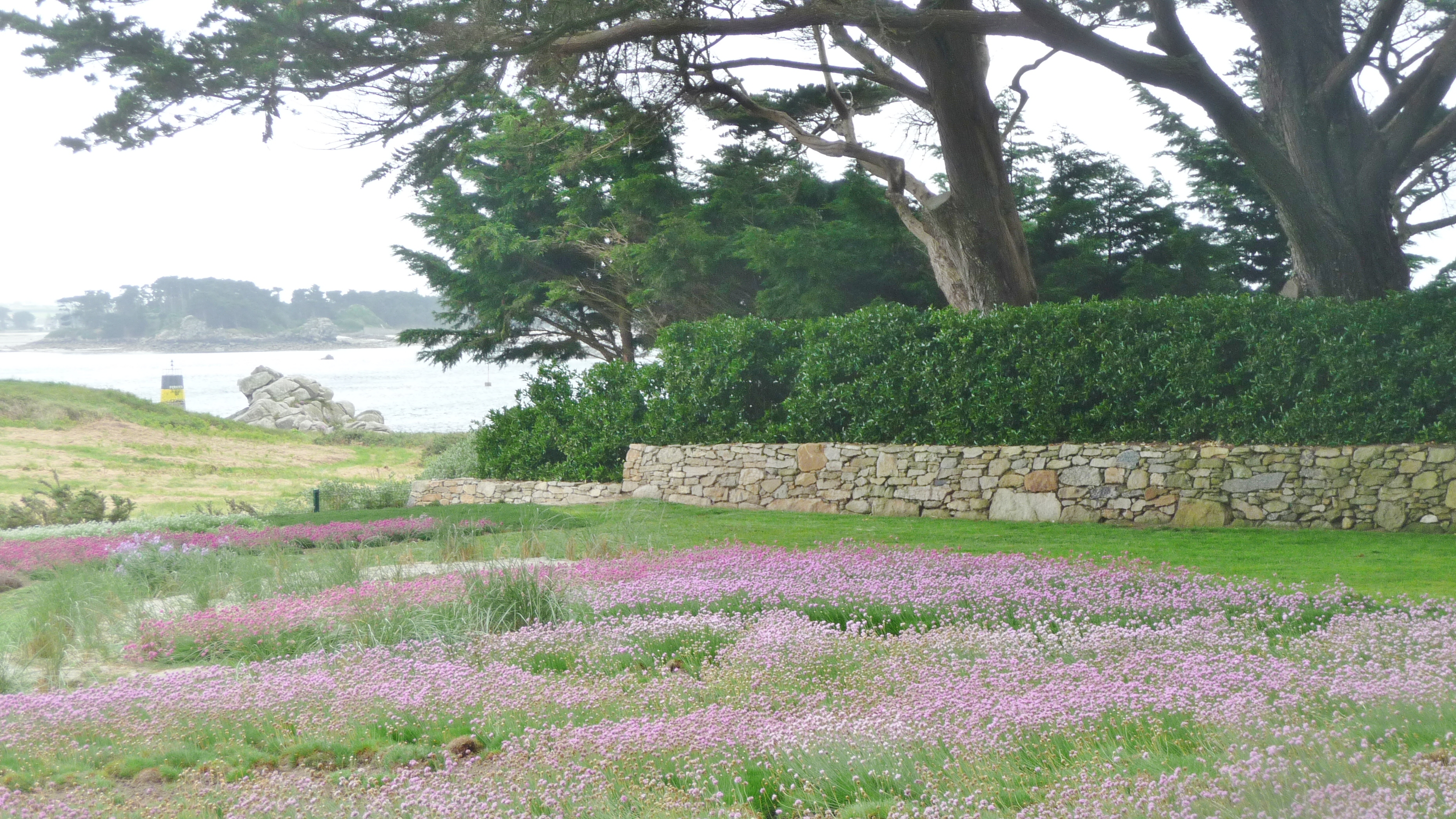
La Lande fleurie et ses coussins d’arméries.
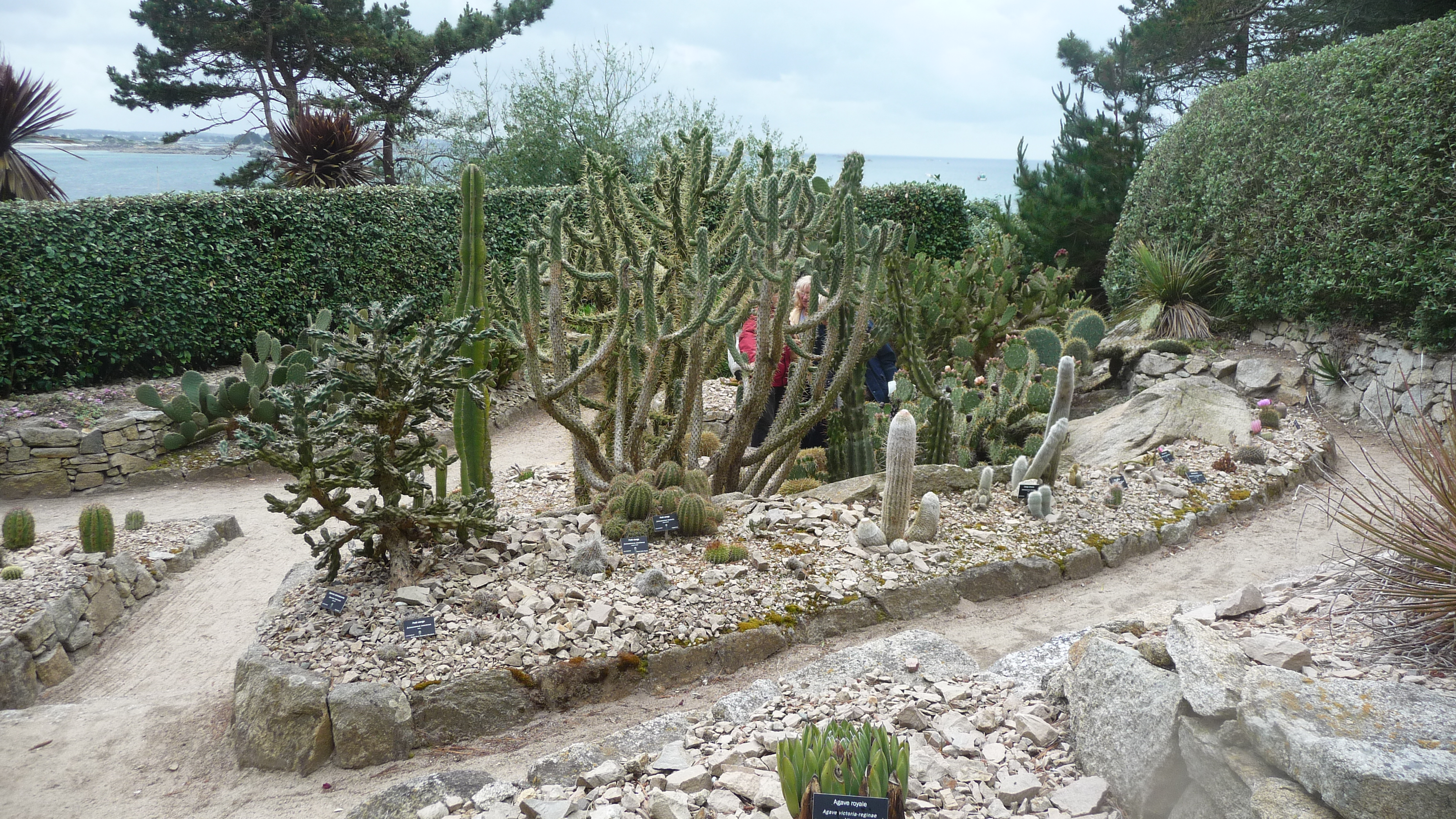
La Cacteraie.
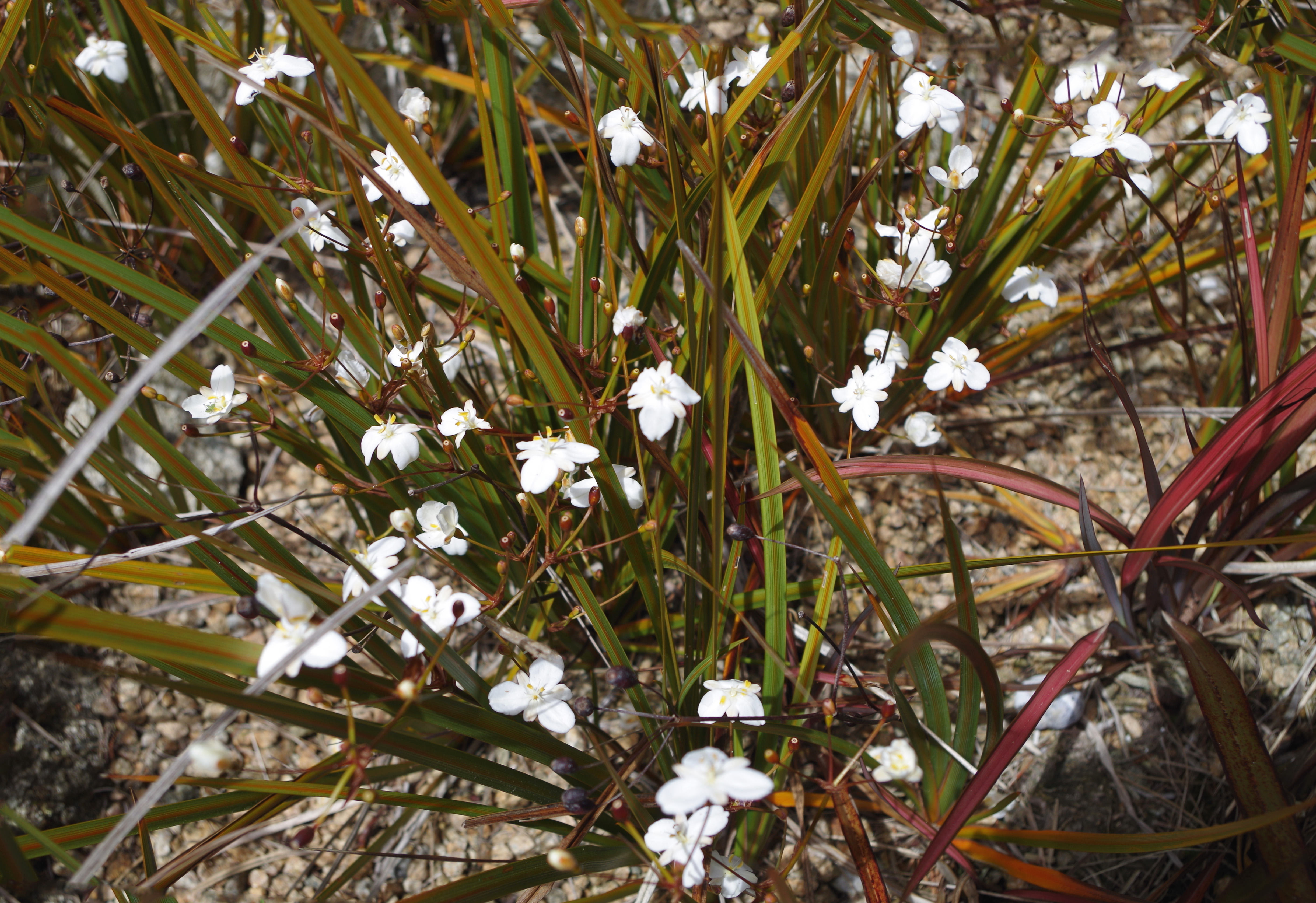
Libertia peregrinans au milieu des Phormiums du Jardin maori.
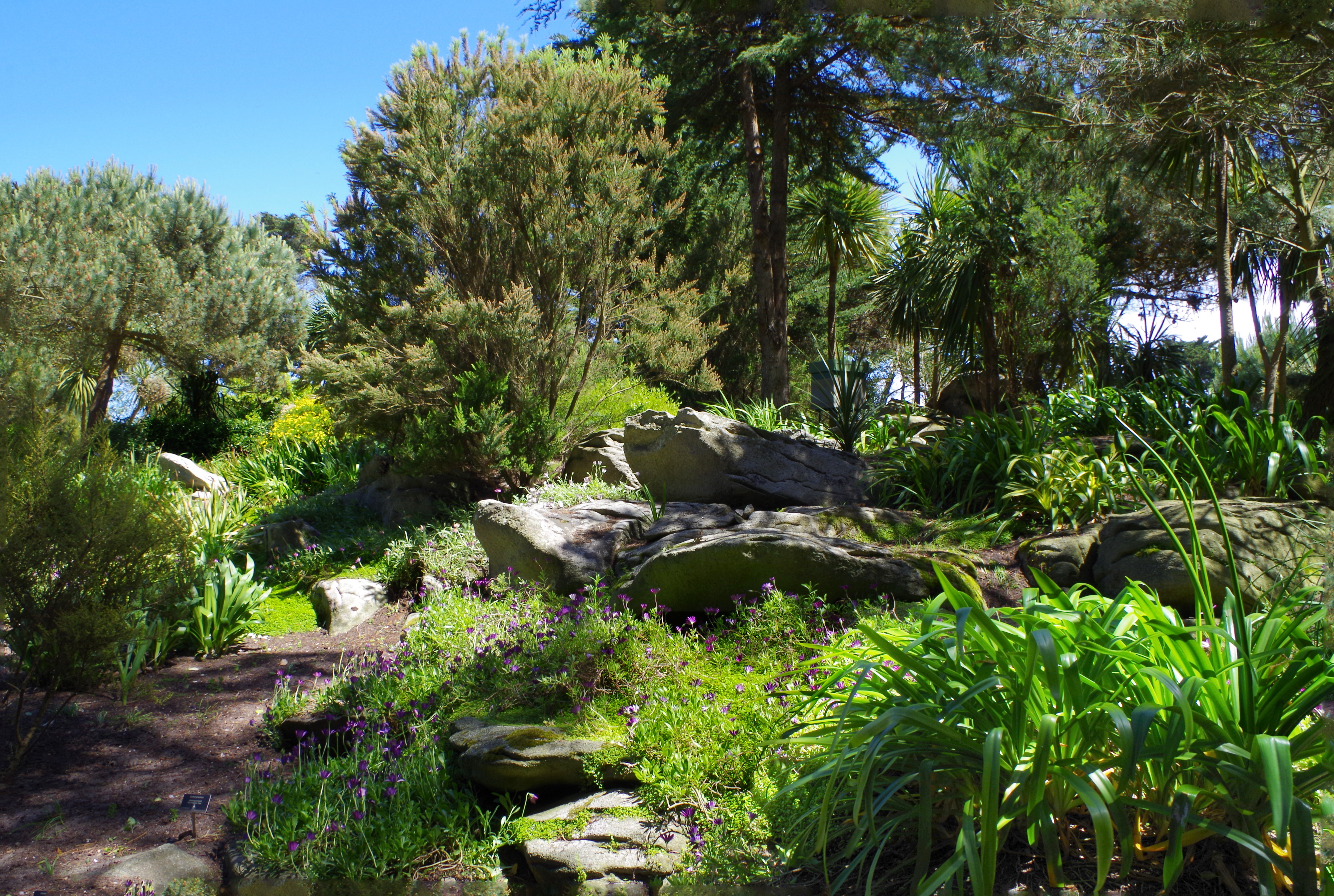
La Terrasse ouest et sa végétation méditerranéenne.
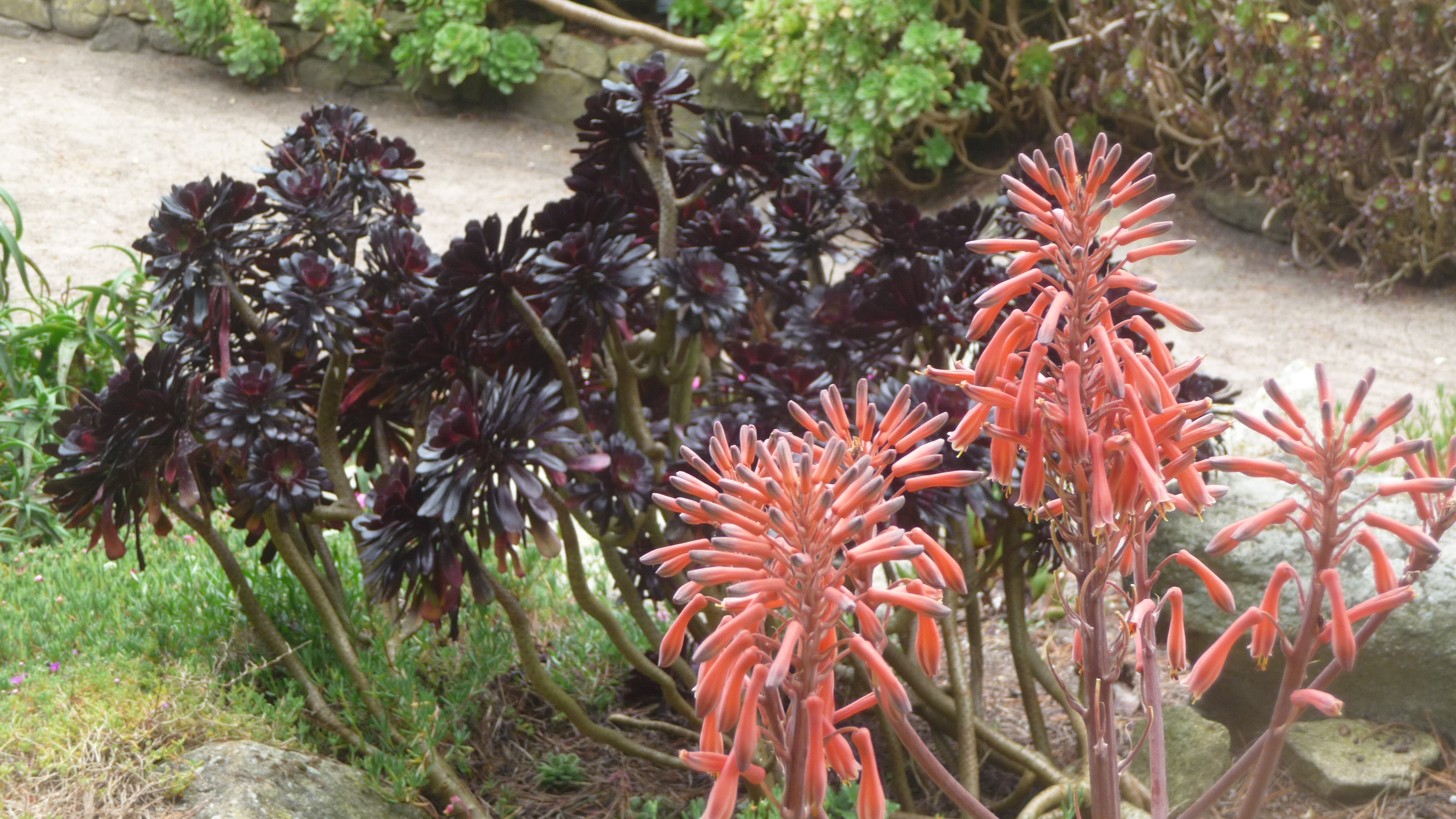
Rocaille sudafricaine dans le jardin des Terres australes.

Le Jardin est ainsi un véritable conservatoire de la biodiversité mondiale, en préservant de nombreuses plantes en voie d’extinction dans leurs milieux naturels.

## Les vestiges archéologiques

### Mégalithisme

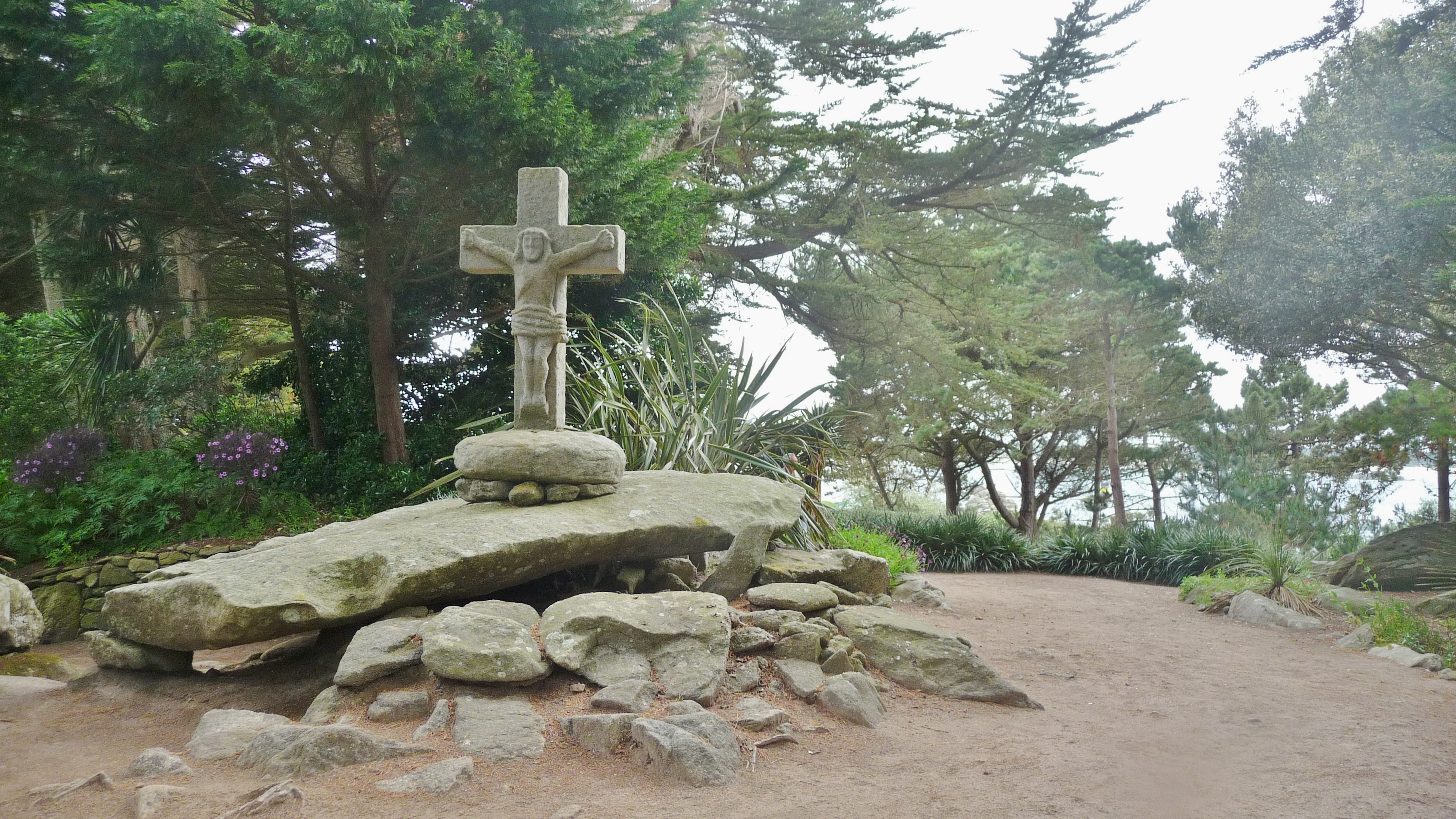
Le dolmen et son calvaire du XVII, amer aujourd'hui cachés par les arbres.

Bien que recensé avec son crucifix par l'Association bretonne, le dolmen de Penn ar C'hleger n'a jamais fait l'objet d'aucune fouille méthodique. La légende fait du mégalithe le tombeau du dragon dont la tête a été tranchée par le chevalier Nuz après que Paul Aurélien a passé son étole autour du cou du monstre.
À la fin du XIXe siècle, l'instituteur de la commune de l'Île-de-Batz, Monsieur Le Bras, note qu'« il existe sur le bord de la route appelée Streat-ar-men-hir, qui conduit aux ruines de l'ancienne église de Saint-Paul, un menhir, si l'on peut appeler ainsi une pierre qui n'a guère plus de 2 mètres de haut. »
Le site marque avec la pointe de Bloscon, où trône aujourd'hui la chapelle Sainte Barbe de Roscoff, la porte occidentale de la baie de Morlaix, qui était vers -4700 à sec et où domine toujours le mausolée de Barnenez visible à l'œil nu, le futur Batz n'étant alors pas une île.

### Cimetière de l'âge de bronze
Il ne reste que dix kistvaen (en), littéralement cistes de pierre. Assimilées par la tradition aux navires de pierre sur lesquels les saints légendaires seraient par miracle venus de la province de Bretagne, elles sont typiques de la civilisation qui, avec l'apparition du cheval domestique, a commencé d'émerger à l'âge de bronze final, vers -1000, sur les deux rives de La Manche occidentale, là où prospéraient jusque vers -1500 les civilisations du Wessex et des tumulus armoricains. Ce sont des tombeaux plus modestes que ces derniers, contemporains de la culture de Hallstatt, avec laquelle l'aristocratie marchande osisme entretenait des échanges culturels importants comme en témoigne le précieux collier à boules en électrum et au calibre dégressif qui a été découvert sur la rive continentale à Tréglonou et qui date vraisemblablement du VIe siècle av. J.-C.

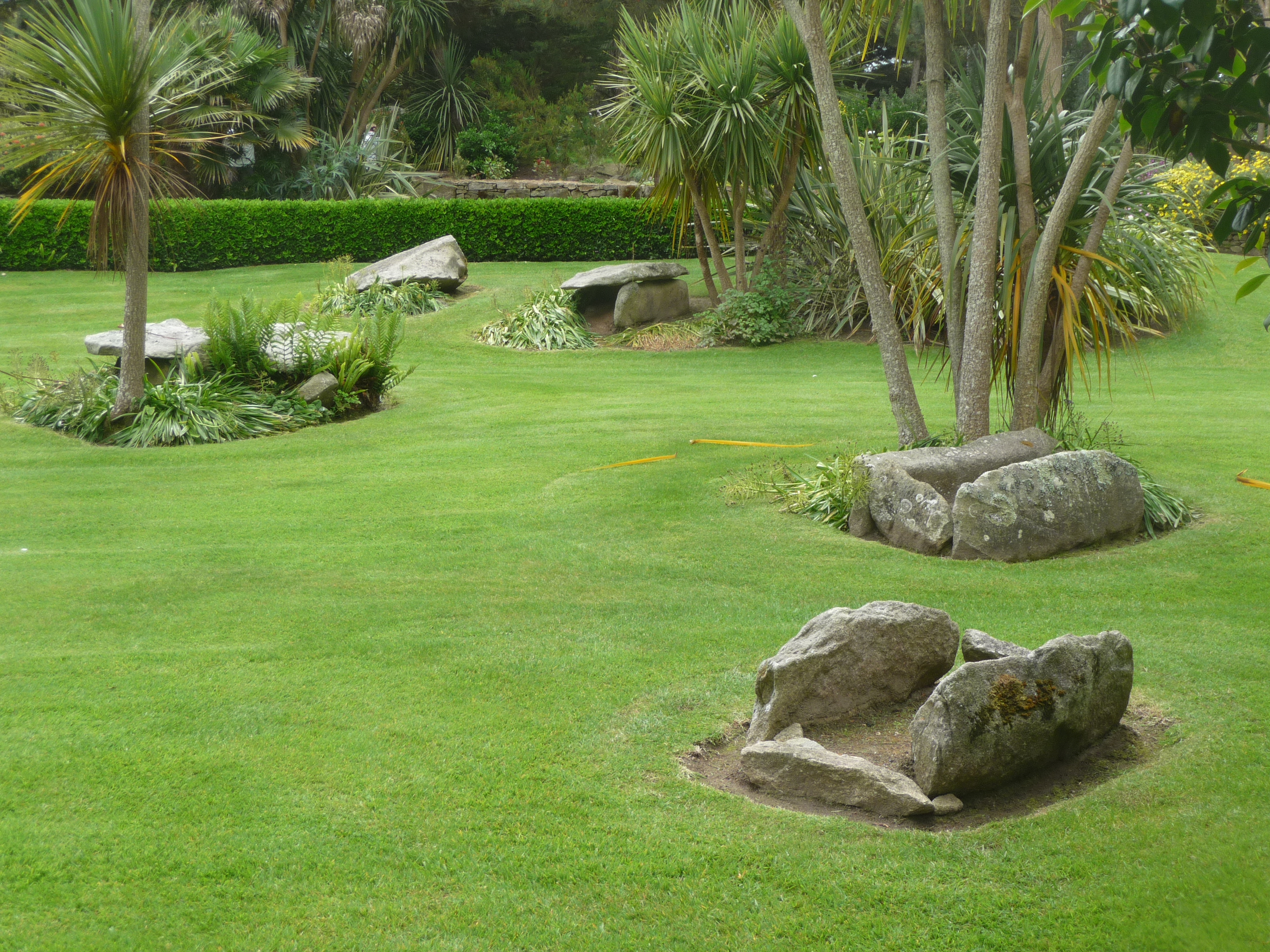
Tombes armoricaines contemporaines de Hallstatt.
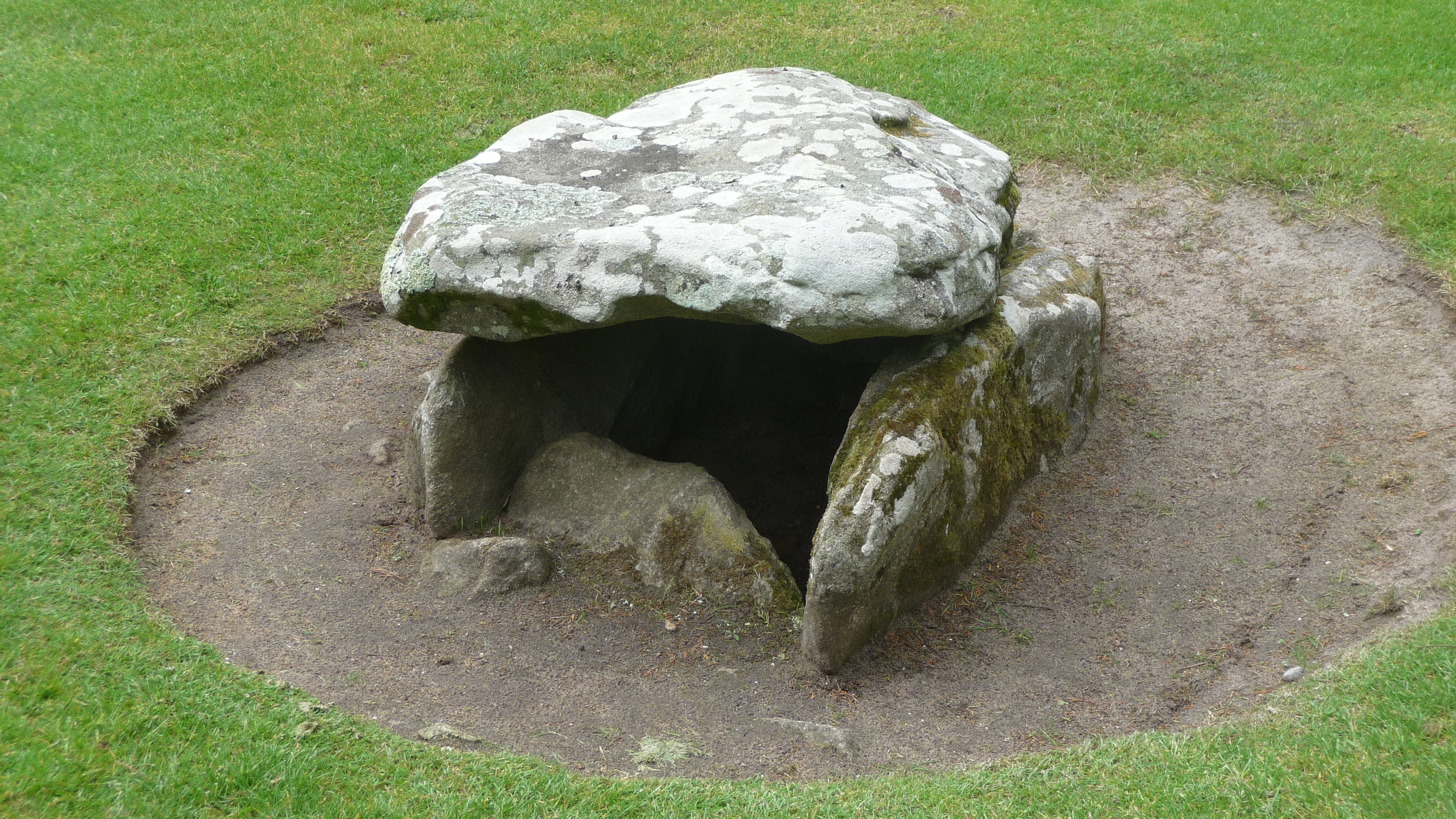
Ciste en pierre ressemblant à un dolmen miniaturisé. Le degré de reconstitution n'est pas documenté.

### Prieuré Bath Paul

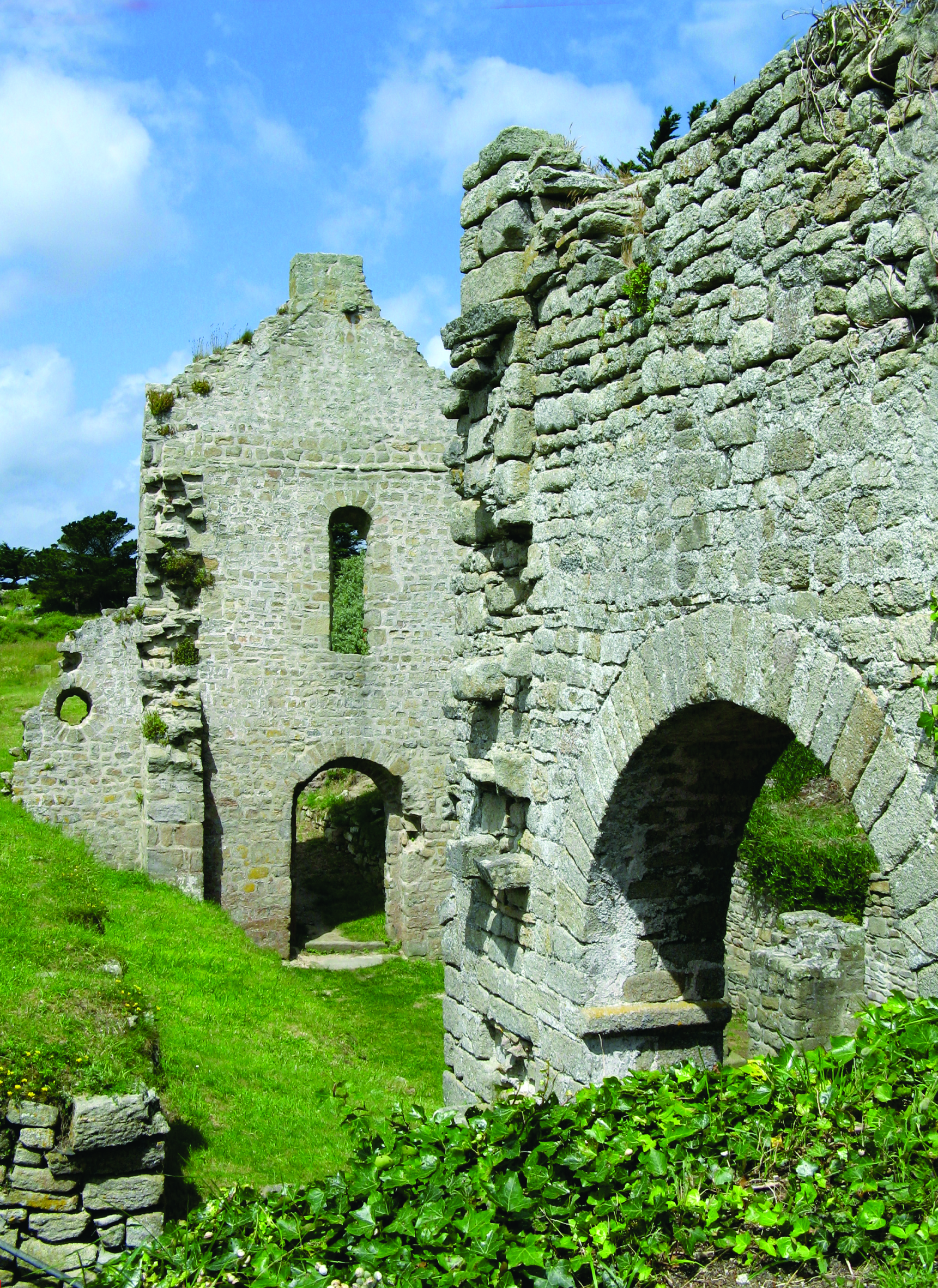
Les ruines de l'abbatiale Sainte Anne, église romane incendiée par les gardes nationaux en 1798 qui s'est effondrée en 1860, se trouvent à moins de cent cinquante mètres de l'entrée du jardin.

Le jardin Georges Delaselle et le village de vacances Le Jardin colonial s'étendent sur un site qui a été celui d'un monastère de grande taille, lequel ne peut être que rapproché des restes de l'abbatiale Sainte Anne voisine et de l'hagiographie de Paul Aurélien. Les ruines du village qui s'étendait autour du monastère lui-même se voyaient encore en 1811. Une église paroissiale, Notre Dame du Pénity, a disparu sous les sables sans laisser de trace. Un nombre indéterminé de pierres a été déplacé lors du creusement puis de l'aménagement du jardin colonial.
Le prieuré Batz Paul, dépendance de l'abbaye Saint-Melaine de Rennes riche de ce qui s'appelait en ancien français son « peçoi », prospère de 1158 jusqu'aux tempêtes de 1699, 1715 et 1722, qui provoquent d'importants ensablements et un déplacement des habitations à Kerantraon, autour d'une chapelle Saint Nicolas, remplacée en 1873 par l'actuelle église du Bon Secours. La Révolution achève de le ruiner.

## Paysagistes successifs
- Georges Delaselle, 1897-1937.
- Philippe Feignon, 1986-1998.
- Patrick Dubois, 1986-1987.
- Gilles Clément, 1998.
- Guillaume Geoffroy-Dechaume, 1999-2003.
- Gilles Clément, 2015.
- Pierre Labat, 2015-2017.

## Administration et exploitation

### Les Amis du jardin Georges Delaselle
Le Conservatoire du littoral, propriétaire depuis 1997, délègue par convention à l’association Les Amis du jardin Georges Delaselle, créée en 1989, les tâches d’entretenir le jardin, faire évoluer la collection botanique et accueillir le public.
L'association, présidée par Richard Reymann, ancien de l'Aérospatiale, regroupe plus d’une centaine d’adhérents et rémunère quatre salariés permanents. Les ressources financières sont les cotisations, la vente des billets d'entrée et la revente de livres, cartes postales et divers objets dans le magasin de la billetterie. Elle adhère au réseau promotionnel APJB et, par son intermédiaire, au CPJF.

### Visites
La liaison maritime au départ de Roscoff est assurée toutes les demi-heures par les Vedettes de l'île de Batz (prévoir heures de pointes). Depuis la jetée du port de l'Île de Batz, l'accès se fait à pieds (vingt minutes) ou à vélo, soit un kilomètre et demi plein de charme et de points de vue. Animaux non admis.
Tarif adultes, 5 €, étudiants et adultes en groupe, 4 €, enfants 2,5 €. Guide, 30 €. Prix de la traversée, 9 €, demi tarif pour les enfants.
Ouverture du 1er avril au 5 novembre, tous les jours de 11h à 18h.

### Gestion de l'eau
En période estivale, il est nécessaire en l'état de puiser l'eau du puits creusé par Georges Delaselle et redécouvert à la suite de la tempête de 1999 mais aussi de procéder à des arrosages à partir de l'eau de ville, qui est acheminée depuis Roscoff.

## Distinctions
- 5e prix Chefs-d'œuvre en péril 1990.
- Label qualité du ministère de l'environnement 1993.
- Prix Henri Tessier II[31] de l'Académie des sciences morales et politiques 1995.
- Prix du patrimoine culturel Europa Nostra 1999.
- Label Jardin remarquable 2006.
- Étape de la route européenne des jardins (de) de Bretagne 2014.

## Dans la littérature
- G. Desmons, Le Jardin dans les sables, Publibook, Paris, février 2007, 219 p.  (ISBN 978-2748334609).
- Gu. Baily Daujon, Là-Batz : le roman d'une île., Intervalles, Paris, 2012, 176 p.  (ISBN 9782369561033).
- Gu. Daujon, Le Jardin de Georges, Intervalles, Paris, 2024, 192 p.  (ISBN 9782369563501).
- Il sert de cadre au dénouement du roman de Pascal Garnier, La théorie du panda, Zulma, Paris, 2008.  (ISBN 978-2-84304-435-9).